# Bad Friedrichshall
Bad Friedrichshall ist eine Stadt im Landkreis Heilbronn im Norden Baden-Württembergs (Deutschland). Sie gehört zum Regionalverband Heilbronn-Franken und zur europäischen Metropolregion Stuttgart. Sie entstand 1933 durch den Zusammenschluss der Orte Kochendorf und Jagstfeld, zu dem 1935 noch der Ort Hagenbach hinzu kam. Die heutige Kernstadt Bad Friedrichshall besteht aus diesen ehemaligen Gemeinden.
In den Jahren 1972 und 1975 erfolgten weitere Eingemeindungen. Das Stadtrecht wurde 1951 verliehen. Nach 1989 entstand außerdem der neue Stadtteil Plattenwald.
Bad Friedrichshall ist nach Neckarsulm, Eppingen und Bad Rappenau die viertgrößte Stadt des Landkreises Heilbronn.

## Geographie
Bad Friedrichshall liegt im Naturraum der Kocher-Jagst-Ebenen im Nordosten des Landkreises Heilbronn an den Mündungen von Jagst (Jagstfeld) und Kocher (Kochendorf); die Mündungen der Flüsse Sulm und Kocher in den Neckarkanal Kochendorf liegen auf dem Gebiet von Bad Friedrichshall, hingegen liegt der allerletzte Abschnitt der Jagst mit der Mündung in den Neckar auf dem Gebiet von Bad Wimpfen. Der geologische Untergrund besteht aus Muschelkalk mit dort eingelagerten Steinsalz-Schichten. Es handelt sich um die gleiche Formation, denen auch andere Orte in der Region bis nach Schwäbisch Hall ihre Salzvorkommen verdanken.

### Nachbargemeinden
Nachbarstädte und -gemeinden Bad Friedrichshalls sind (im Uhrzeigersinn, beginnend im Süden): die Stadt Neckarsulm, Untereisesheim, die Stadt Bad Wimpfen, Offenau, die Städte Gundelsheim, Neudenau und Neuenstadt am Kocher sowie Oedheim, die alle zum Landkreis Heilbronn gehören. Mit Oedheim und Offenau ist Bad Friedrichshall eine Vereinbarte Verwaltungsgemeinschaft eingegangen, die Verwaltungsgemeinschaft Bad Friedrichshall.

### Stadtgliederung

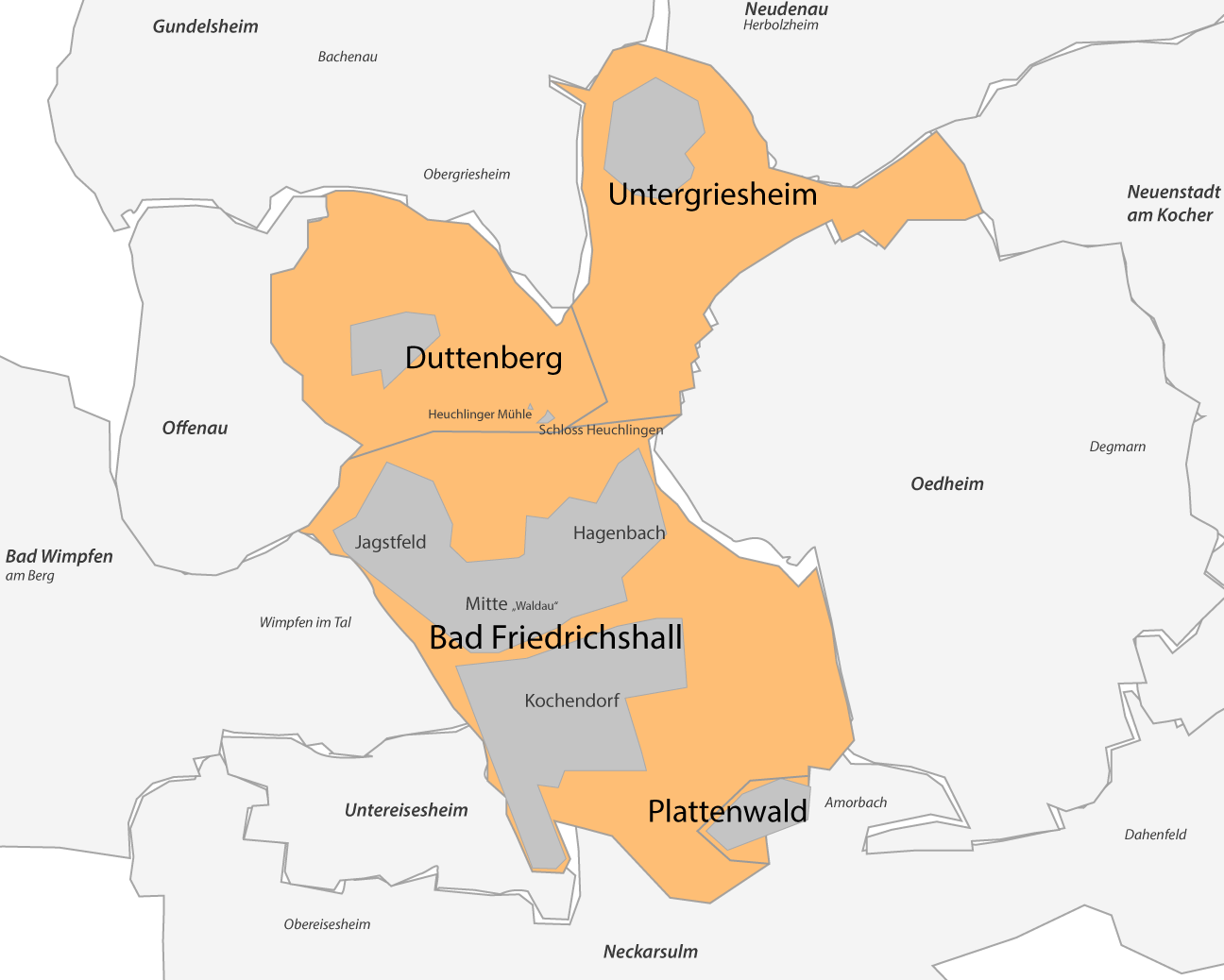
Lageplan der Stadtteile

Die Stadt Bad Friedrichshall ist in folgende vier Stadtteile gegliedert:
| Stadtteil          | Wappen | Eingemeindung                | Einwohner (August 2020) | Wohnplätze                 |
| ------------------ | ------ | ---------------------------- | ----------------------- | -------------------------- |
| Bad Friedrichshall |        | 1935                         | 14.401                  | Hagenbach (1438 Einwohner) |
| Bad Friedrichshall | 1933   | Jagstfeld (4122 Einwohner)   | 14.401                  |                            |
| Bad Friedrichshall | 1933   | Kochendorf (8841 Einwohner)  | 14.401                  |                            |
| Duttenberg         |        | 15. März 1972                | 1085                    | Heuchlingen                |
| Plattenwald        | –      | 20. Dezember 1989 (Gründung) | 2938                    |                            |
| Untergriesheim     |        | 1. Januar 1975               | 1315                    |                            |

Diese Stadtteile bilden Wohnbezirke für die Unechte Teilortswahl.
In den Stadtteilen Duttenberg, Plattenwald und Untergriesheim, die den Status einer Ortschaft haben, gibt es jeweils einen bei jeder Kommunalwahl von der wahlberechtigten Bevölkerung zu wählenden Ortschaftsrat mit einem Ortsvorsteher.
Im Stadtteil Bad Friedrichshall unterscheidet man die ehemals selbstständigen Gemeinden Kochendorf, Jagstfeld und Hagenbach, welche heute ein geschlossenes Siedlungsgebiet sind. Die einst zu Hagenbach zählenden Wohnplätze Waldau und Hasenmühle werden seit 1961 zu Kochendorf gerechnet.

### Raumplanung
Die Stadt Bad Friedrichshall bildet ein Unterzentrum mit mittelzentralen Funktionen im Regionalverband Heilbronn-Franken, in der Heilbronn als Oberzentrum ausgewiesen ist. Bad Friedrichshall gehört zum Verdichtungsraum Heilbronn und zum Mittelbereich Neckarsulm, zu welchem noch die Gemeinden Erlenbach, Gundelsheim, Hardthausen am Kocher, Jagsthausen, Langenbrettach, Möckmühl, Neudenau, Neuenstadt am Kocher, Oedheim, Offenau, Roigheim, Untereisesheim und Widdern gehören.

### Flächenaufteilung
Nach Daten des Statistischen Landesamtes, Stand 2019.

## Geschichte
Die Gemeinde Bad Friedrichshall entstand 1933 durch den erzwungenen Zusammenschluss der Gemeinden Jagstfeld und Kochendorf, zu welchem 1935 noch zwangsweise die Gemeinde Hagenbach hinzu kam. Die drei Gemeinden waren durch die Saline Friedrichshall verbunden: Jagstfeld hatte die Saline, Kochendorf das Bergwerk und Hagenbach den notwendigen Salinenkanal.
Der Name Friedrichshall leitet sich von der seit 1818 betriebenen Saline Friedrichshall her, die nach König Friedrich I. benannt wurde. Das Prädikat Bad rührt vom Solbad in Jagstfeld her.

### Die ehemaligen Gemeinden

#### Jagstfeld

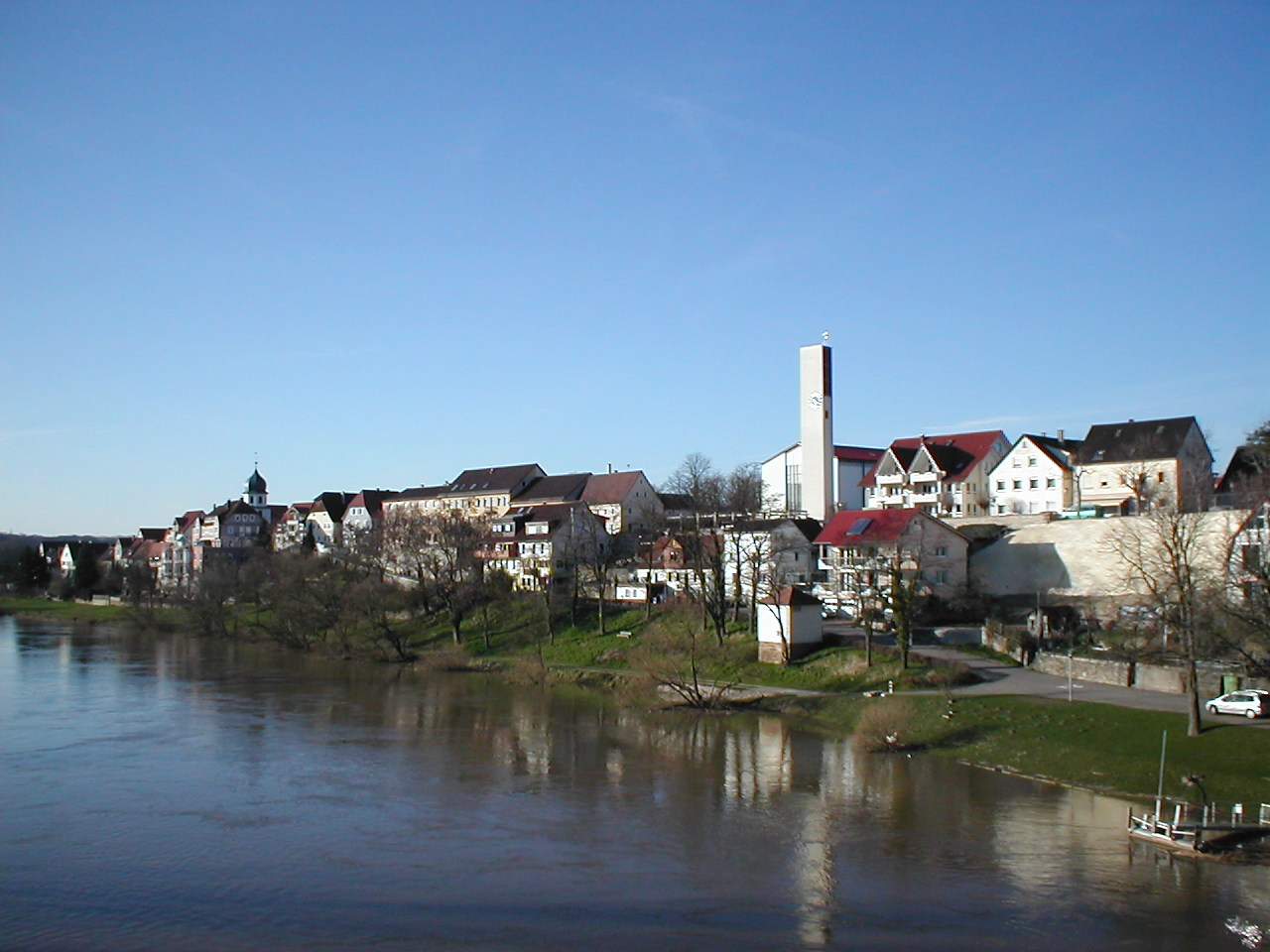
Blick auf Jagstfeld vom Neckar

Jagstfeld liegt an der Hohen Straße, einem alten Verbindungsweg von Paris mit Osteuropa. Zur Römerzeit führte der Neckar-Odenwald-Limes durch die heutige Jagstfelder Gemarkung. Der Ortskern befand sich westlich des Limes und damit auf römischer Seite. Dort entstand ein römisches Lagerdorf, in dessen Nähe später auch die Alamannen und Franken siedelten, so dass Jagstfeld seit der Zeit der Römer möglicherweise nahezu durchgängig besiedelt ist. Der Ort wurde erstmals im Lorscher Codex anlässlich einer im Jahr 768 erfolgten Schenkung erwähnt. Später kam er als Reichsgut in den Besitz des Kaisers. Otto II. gab den Ort im Jahr 976 dem Bistum Worms als Lehen. Später waren die Herren von Weinsberg Lehnsherren. Bei deren Niedergang hatten 1360 die Herren Sturmfeder das Pfandrecht auf Jagstfeld. 1376 verpfändete ein Konrad von Weinsberg seinen Anteil an die im nahen Hagenbach begüterten Herren von Wittstatt. 1441 schenkte Konrad IX. von Weinsberg Rechte in Jagstfeld an das Stift Wimpfen. In der zweiten Hälfte des 15. Jahrhunderts gelangte der Ort unter die Herrschaft von Kurmainz und durch Tausch 1481 an den Deutschen Orden und in dessen Ballei Franken, wobei weiterhin insbesondere das Stift Wimpfen dort Güter besaß.
Im Dreißigjährigen Krieg hatte der Ort durch häufige Einquartierungen und Truppendurchzüge zu leiden, unter anderem im Umfeld der Schlacht bei Wimpfen 1622 und bei Errichtung eines schwedischen Werbeplatzes im nahen Heuchlingen 1632.

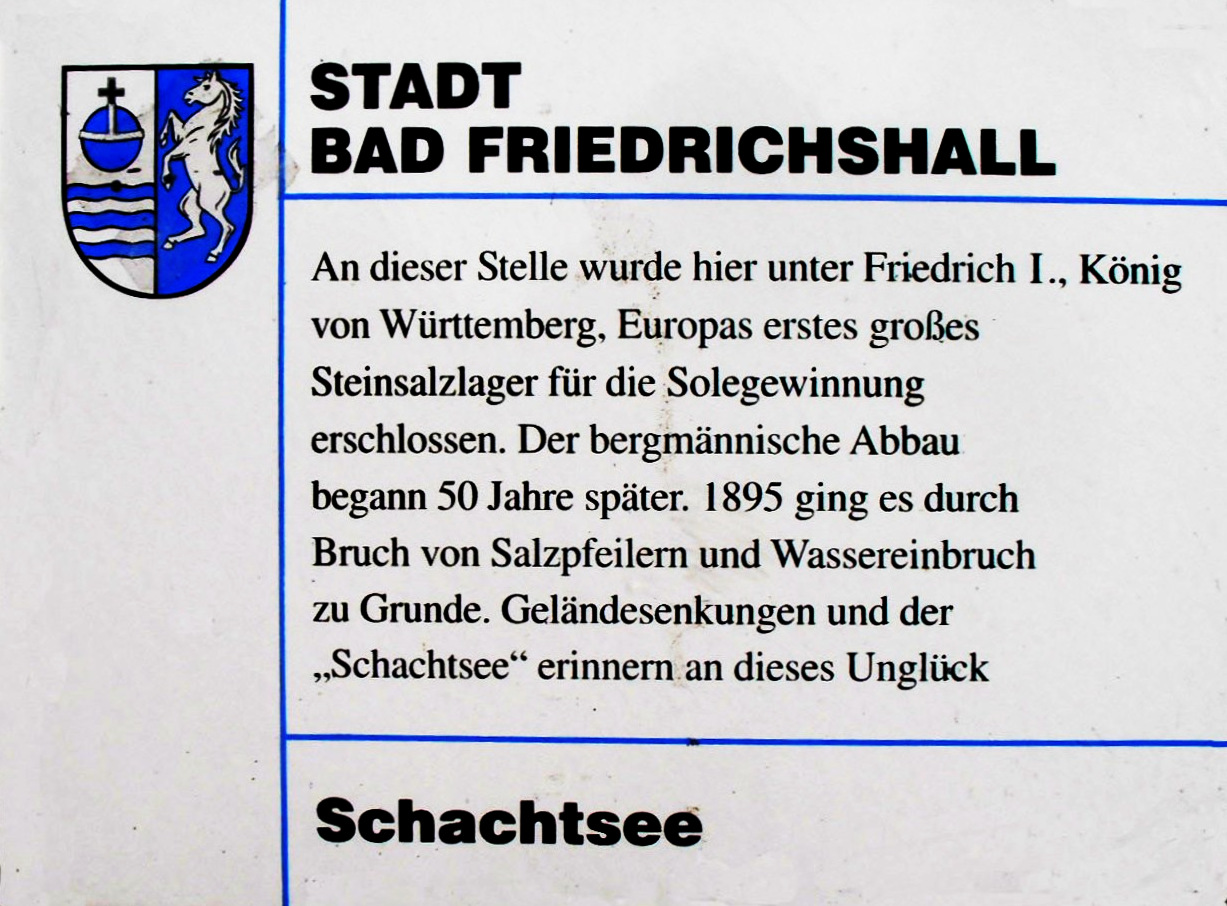
Schachtsee

1805 kam Jagstfeld durch die Säkularisation des Deutschen Ordens zum Kurfürstentum Württemberg und wurde bei der Umsetzung der neuen Verwaltungsgliederung im Königreich Württemberg dem Oberamt Neckarsulm zugeordnet. Ab 1812 wurde erfolgreich nach Sole gebohrt. Die Saline erhielt 1818 ein erstes Siedewerk und der Ort erlangte ab 1831 Bedeutung als Solbad. 1854 wurde die Saline erweitert. Die unterirdischen Anlagen wurden durch einen Wassereinbruch 1895 zerstört, wobei mit dem Absacken des Geländes oberhalb des einstigen Schachts der heutige Schachtsee entstand. Die Salzförderung wurde ab 1899 im benachbarten Kochendorf weitergeführt.
Im späten 19. Jahrhundert erlangte Jagstfeld Bedeutung als Eisenbahnknotenpunkt der Württembergischen Staatseisenbahnen, nachdem 1866 die Östliche Gabelbahn bis Jagstfeld, 1869 die Verlängerung nach Osterburken und die Westliche Gabelbahn von Meckesheim in Betrieb genommen waren. 1879 folgten die Neckartalbahn von Neckargemünd und 1907 die Untere Kochertalbahn nach Neuenstadt (1913 bis Ohrnberg verlängert).

#### Kochendorf
- Zur römischen Vergangenheit siehe Kleinkastell Kochendorf.

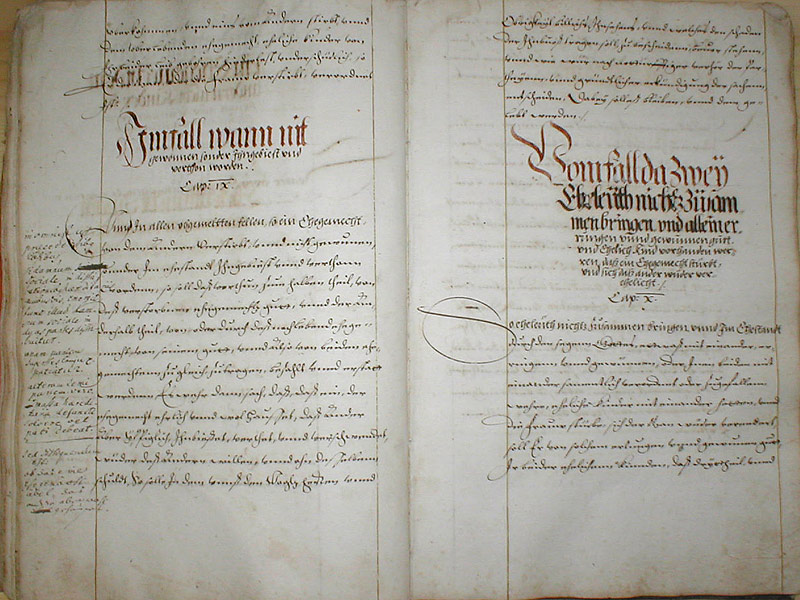
Kochendorfer Stadt- und Gerichtsordnung, 16. Jahrhundert

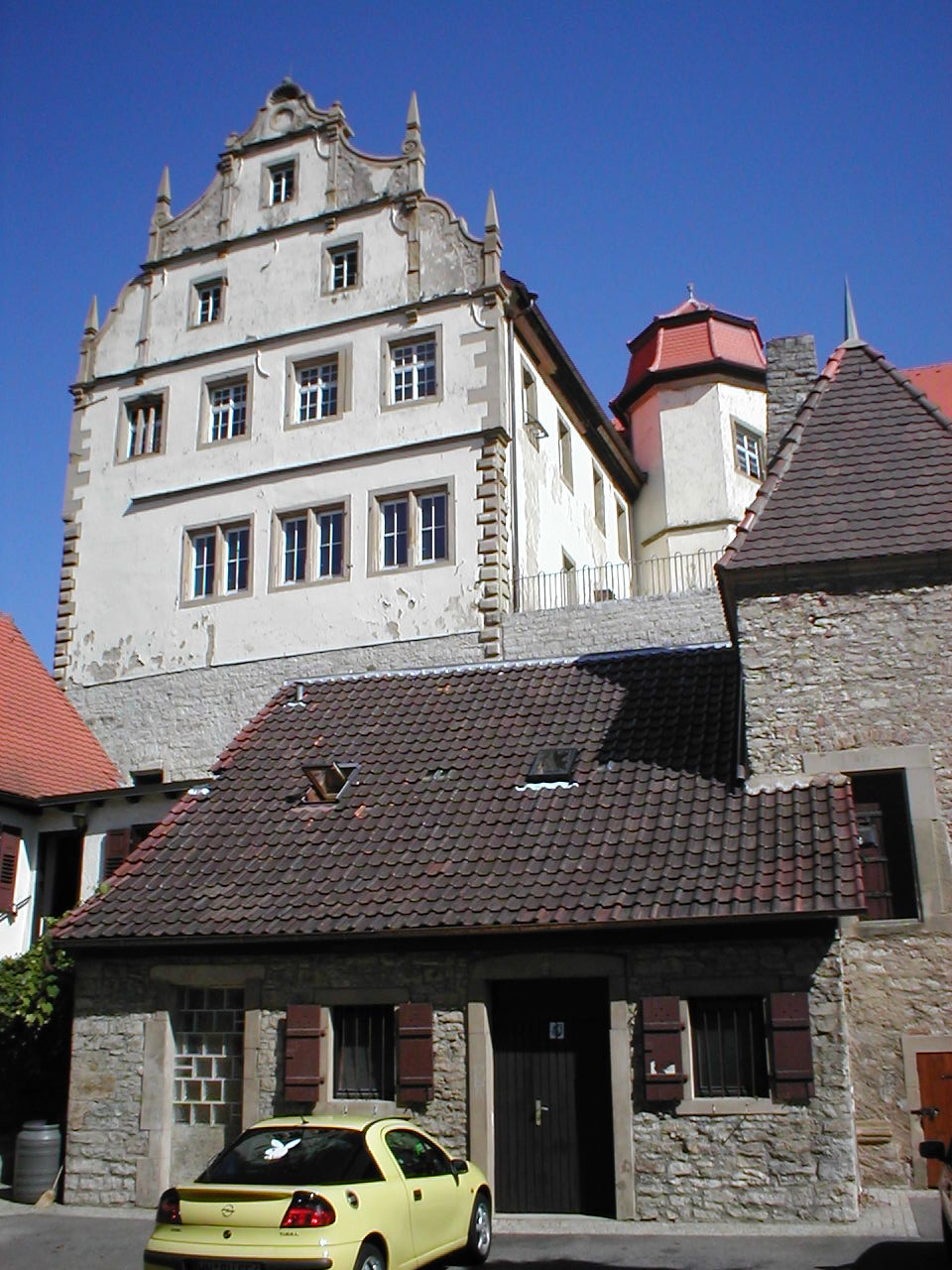
Das Greckenschloss in Kochendorf

An der Mündung des Kochers in den Neckar bestand auf einem Hügelvorsprung vermutlich ein befestigter fränkischer Herrenhof, bei dem sich der Ort ansiedelte. Erstmals erwähnt wurde Kochendorf im Jahr 817 anlässlich einer Schenkung an das Kloster Fulda. Vermutlich gegen Ende des 1. Jahrtausends wurden die dortigen Höfe durch den Bischof von Worms zu einer geschlossenen Ortschaft zusammengefasst. Die als Wehrkirche angelegte Sebastianskirche hat vermutlich vor 1100 schon bestanden, um 1200 wurde das Dorf selber ummauert.
Im 13. Jahrhundert hatte ein Ortsadel, die Herren von Kochendorf, seinen Sitz auf dem inzwischen zur Wasserburg ausgebauten Fürstenhof außerhalb der Ummauerung. Die Herren von Kochendorf waren Ministeriale der Staufer in Wimpfen und der Herren von Weinsberg. Die ursprünglich im Eigenbesitz befindliche Wasserburg wurde 1294 in Lehensbesitz umgewandelt, den im 15. Jahrhundert die Grecken von Kochendorf, die vermutlich schon um 1300 in der Gegend begütert waren, zunächst von den Herren von Heinriet und ab 1467 als Reichslehen besaßen. Die Festung besaß besondere strategische Bedeutung, da von ihr aus ein bedeutender Handelsweg durch die Kocherfurt bewacht und gesichert wurde.
Die Grecken von Kochendorf erlangten 1532 den vollständigen Besitz an Kochendorf und 1559 außerdem die Hochgerichtsbarkeit. Die protestantisch gesinnten Grecken reformierten den Ort vor 1550, erließen 1597 eine erste Dorfordnung und unterhielten im Ort insgesamt drei Schlösser: das aus der einstigen Wasserburg hervorgegangene und 1553 erneuerte Schloss Lehen, das unter gewaltigen Fronleistungen um 1600 errichtete Greckenschloss und das gegenüber von Schloss Lehen gelegene Unterschloss, ein ehemaliges Amtshaus. Zu Beginn des 17. Jahrhunderts gab es Bestrebungen des württembergischen Herzogs Friedrich I., Teile von Kochendorf zu erwerben, um dort einen Handelshafen zu errichten. Im Dreißigjährigen Krieg hatte der Ort wie alle umliegenden Orte unter Truppendurchzügen und Einquartierungen zu leiden; der Wiederaufbau und langwierige Prozesse ruinierten die Grundherren, die 1672 ein Drittel des Ortes an die Freiherren von Saint-André veräußerten, welche 1710 anstelle des Greckschen Unterschlosses das St. Andrésche Schlösschen errichteten.

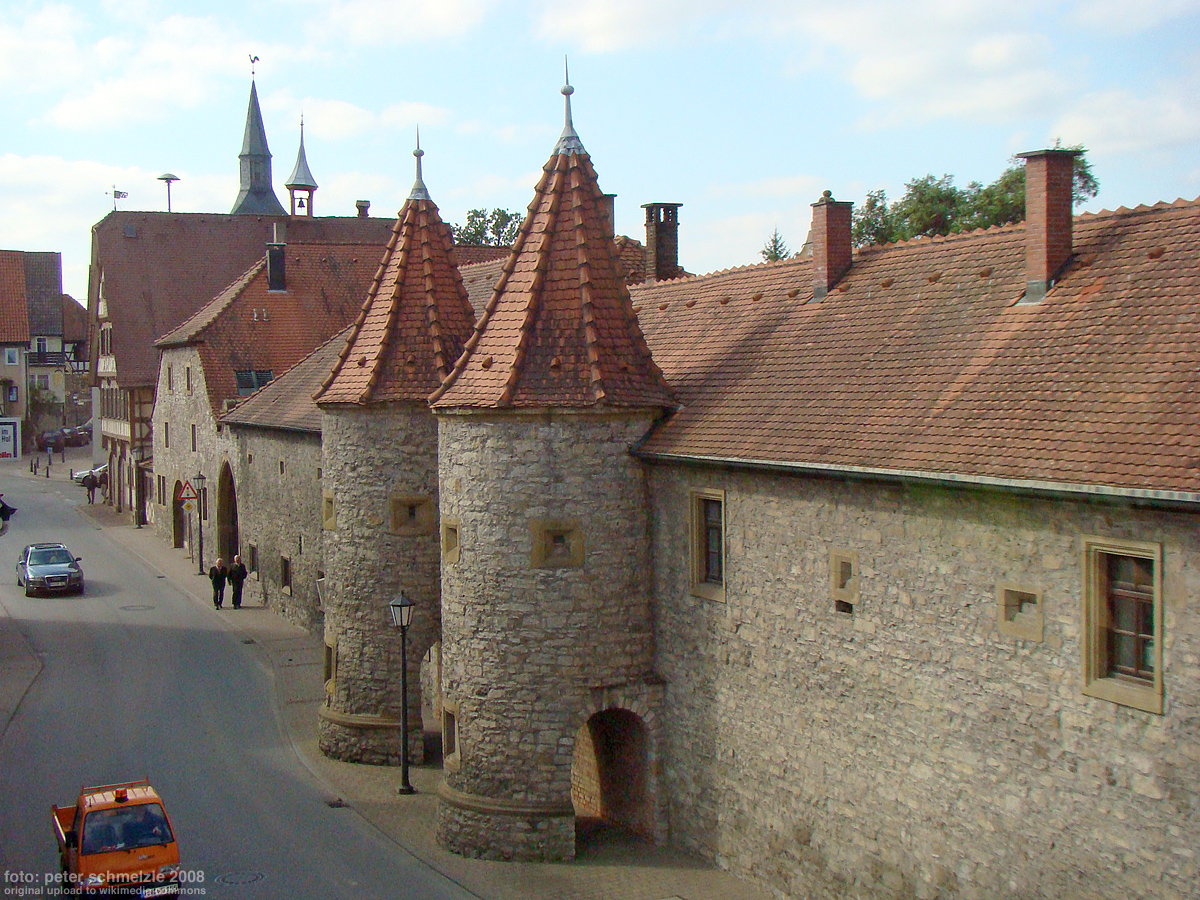
Hauptstraße in Kochendorf mit Vorhof von Schloss Lehen

Das Kochendorfer Reichslehen kam nach dem Aussterben der Grecken 1749 an den Generaldirektor des Ritterkantons Odenwald, Reinhard von Gemmingen-Hornberg (1677–1750), und von diesem an dessen Söhne Reinhard (1720–1775) und Eberhard-August (1717–1785). Der Ritterkanton erwarb 1762 von den Grecken-Erben und den St.-André’schen Erben Besitz im Ort und machte ihn zu seinem Kanzleisitz. Zur Unterbringung der zu den mehrwöchigen Konventen in Kochendorf weilenden Reichsritter wurde 1761 bis 1764 der nach Georg David Jäger genannte Syndikus Jägersche Bau errichtet, in dem auch eine Ritterakademie geplant war. 1784 erlangte der Ritterkanton den vormals an den Besitzer des Schlosslehens vergebenen Blutbann.
Mit dem Ende des Heiligen Römischen Reiches kam Kochendorf 1805 als selbstständige Gemeinde zum kurz darauf gegründeten Königreich Württemberg, wo es dem Oberamt Neckarsulm unterstellt war. Nach dem Tod Franz Karl Friedrichs von Gemmingen-Hornberg (1747–1814) fiel das Schlosslehen an die württembergische Krone, die damit den General Johann Carl Georg Freiherr von Breuning belehnte, über dessen Erben das Lehen schließlich allodifiziert wurde. Bis 1828 gab es ein Kameralamt in Kochendorf, das dann nach Neuenstadt am Kocher verlegt wurde.
Nach dem Absaufen der Grube Jagstfeld 1895 wurde in Kochendorf ein Salzbergwerk mit einem 180 m tiefen Schacht erbaut. Mit dieser 1899 eröffneten Anlage konnte ein 25 m mächtiges Steinsalzlager bergmännisch abgebaut werden. 1901 wurde der Schacht auf den Namen König Wilhelm II. getauft. 1936 wurde der Neckarkanal und mit ihm die Schleuse Kochendorf in Betrieb genommen. Im Zweiten Weltkrieg spielte das Salzbergwerk eine wichtige Rolle bei der Einlagerung von Kunstwerken. Am Weihnachtstag 1944 erfolgte ein alliierter Luftangriff auf die Kocherbrücke, die aber verfehlt wurde. Stattdessen wurden einige Häuser getroffen, wobei 8 Menschen getötet und 30 verwundet wurden.

### Kurgeschichte
Nach der Genehmigung durch den Jagstfelder Gemeinderat und im Einvernehmen mit der Saline Friedrichshall hat der Gastwirt Johann Simon Bräuninger am Standort seiner Wirtschaft Zum Anker 1831 ein Solebad mit fünf Kabinen eröffnet, welches aufgrund der steigenden Nachfrage bereits ein Jahr später auf zehn Kabinen erweitert wurde. In den Folgejahren wurden weitere Gebäude mit möblierten Zimmern und Aussicht auf den Neckar und Wimpfen für die Kurgäste errichtet, wodurch sich der Gasthof zum Badhotel Bräuninger entwickelt hat und der Kurbetrieb in Jagstfeld begründet wurde. Zur Erholung der Kurgäste wurde der angrenzende Garten zu einem Park umgestaltet. Die Sole von der Saline Friedrichshall wurden mit Brunnenwasser, später mit Wasser aus dem Neckar verdünnt. Auch bekannte Kurgäste suchten im Jagstfelder Solbad Linderung ihrer Leiden, darunter der Dichter Ludwig Uhland, der sich 1862 im Badhotel Bräuninger aufgehalten hatte. Nach einigen Unterbrechungen endete der Badbetrieb im Badhotel Bräuninger im Jahr 1956. Seit dieser Zeit wird das Areal als Alten- und Pflegeheim genutzt.
Durch den Ludwigsburger Arzt August Hermann Werner wurde am 17. Juni 1862 auf einem Grundstück nahe der Saline das Kindersolbad Bethesda eröffnet, welches der Wernerschen Kinderheilanstalt in Ludwigsburg angegliedert war. Bei der Eröffnung wurden sechs Kinder behandelt, durch Erweiterungsbauten konnten ab 1874 jährlich 280 Kinder aufgenommen werden. Die 1866 eröffnete Langsche Pension hat ihr Angebot 1888 durch ein neu errichtetes Solbad erweitert und wurde 1912 als Bethesda II dem Kindersolbad angegliedert. Während der beiden Weltkriege konnte der Solbadbetrieb nur in geringem Umfang fortgeführt werden, weil die Kindersolbäder Bethesda I und II zu Lazaretten umgestaltet wurden.
Anfang der 1930er-Jahre gab es Planungen der Gemeindeverwaltung, Jagstfeld zu einem Kurort zu entwickeln. Um den Schachtsee sollte eine Parkanlage mit Freibad, Tennisplatz sowie ein Gradierwerk entstehen, welches bei längerem Kuraufenthalt eine Reinigung der Atemwege bewirken sollte. Mit dem 1933 erfolgten Zusammenschluss zu Bad Friedrichshall wurde der neuen Gemeinde das Prädikat Bad verliehen. Die Realisierung der Kurparkanlage mit Freibad und Gradierwerk am Schachtsee wurde durch den Zweiten Weltkrieg verhindert und danach nicht mehr verfolgt. Am 16. Januar 1968 wurde im Gemeinderat der Stadt jedoch der Beschluss gefasst, ein Solefreibad am Kocherwald zu errichten, welches neben einem beheizten Sole-Sportbad ein Wellenbad und einen Sole-Massagebrunnen beinhaltet. Das Bad wurde am 16. Juni 1973 eröffnet und in den Folgejahren erweitert.
Mit dem Ausscheiden des Landeswohlfahrtsverband Württemberg-Hohenzollern aus der Trägerschaft des Kindersolbads endete am 31. Dezember 2003 der Kurbetrieb in Bad Friedrichshall.

### Gemeindegründung und Nationalsozialismus
Nach der Verabschiedung des Gesetzes gegen die Neubildung von Parteien 1933 wurden zwischen dem Kochendorfer und Jagstfelder Bürgermeister Verhandlungen wegen eines Zusammenschlusses beider Kommunen aufgenommen. Unter starkem politischen Druck mussten schließlich beide Gemeinderäte zustimmen. Dieser Beschluss wurde durch die Ministerialabteilung für die Bezirks- und Körperschaftsverwaltung genehmigt. Zum 26. Oktober 1933 wurde der Kochendorfer Bürgermeister Wilhelm Auwärter zugleich Bürgermeister von Jagstfeld. Am 1. Dezember 1933 wurde Kochendorf zwangsweise mit dem benachbarten Jagstfeld zu Bad Friedrichshall vereinigt; die Gemeinde hatte im Jahr ihrer Gründung 4581 Einwohner. Als Rathaus wurde das ehemalige Krankenhausgebäude in Kochendorf-Waldau eingerichtet. Am 23. Januar 1934 wurde der neue Gemeinderat der Gesamtgemeinde Bad Friedrichshall feierlich vereidigt, woraufhin am 1. April 1935, ebenfalls zwangsweise, die Eingemeindung Hagenbachs in das neue Gemeinwesen erfolgte. Nach der Gemeindefusion fusionierten auch ortsansässige Institutionen wie beispielsweise die Darlehenskassen zur Volksbank Bad Friedrichshall, welche heute zu jener in Heilbronn gehört. Bei der Verwaltungsreform während der NS-Zeit in Württemberg gelangte Bad Friedrichshall 1938 zum Landkreis Heilbronn, nachdem das Oberamt Neckarsulm aufgelöst wurde. 1939 wurden in der Gemeinde 5062 Einwohner gezählt. Im März 1944 beanspruchten die Ernst Heinkel Flugzeugwerke zwei Salzkammern des Salzbergwerkes Bad Friedrichshall für die bombensichere Herstellung von Flugzeugturbinen. Ab Mai 1944 wurden im Plattenwald Barackenlager für Zwangsarbeiter errichtet, in denen 5000 bis 6000 Menschen untergebracht waren, die in der Rüstungsproduktion arbeiten mussten. Für den Aufbau und Betrieb der Turbinenherstellung kamen auch KZ-Häftlinge zum Einsatz. Hierfür richtete die SS das KZ Kochendorf als Außenlager des KZ Natzweiler-Struthof unter der Tarnbezeichnung Eisbär ein. Die ersten Häftlinge trafen im September 1944 ein, Ende März 1945 wurde das Lager vor der nahenden US-Armee geräumt.
Auf dem Gemeindegebiet von Bad Friedrichshall gibt es noch einige Relikte der hier verlaufenden Neckar-Enz-Stellung. Die Bunker wurden von 1935 bis 1937 auf verschiedenen Grundstücken errichtet.
Gegen Ende des Zweiten Weltkriegs wurden die damals drei Bad Friedrichshaller Ortsteile Ziel von Jagdbomberangriffen und Artilleriebeschuss der von Westen her vorrückenden Amerikaner, wobei zahlreiche Häuser zerstört wurden und über 40 Tote zu beklagen waren. Auch öffentliche Gebäude wie die Saline Friedrichshall oder der Bahnhof Bad Friedrichshall-Jagstfeld (heute Hauptbahnhof) wurden durch die Luftangriffe auf Bad Friedrichshall zerstört. Um die vorrückenden Amerikaner aufzuhalten, wurden von deutschen Truppen die Brücken über Jagst und Kocher sowie den Salinenkanal gesprengt, woraufhin es Anfang April zu einem schweren Straßen- und Häuserkampf zwischen deutschen und amerikanischen Truppen um die Stadt Bad Friedrichshall kam. Infolge der bedingungslosen Kapitulation der Wehrmacht endete der Zweite Weltkrieg, und damit die NS-Herrschaft am 8. Mai 1945.

### Nachkriegszeit, Jagstfelds Versuch der Ausgemeindung und Erhebung zur Stadt
Im Juli 1945 wurde Bad Friedrichshall Teil der Amerikanischen Besatzungszone und gehörte somit zum neu gegründeten Land Württemberg-Baden, das 1952 im jetzigen Bundesland Baden-Württemberg aufging. Ende 1945 hatte Bad Friedrichshall insgesamt 5661 Einwohner. Da Bad Friedrichshall mit unter 30 % im Vergleich zu anderen Gemeinden der Umgebung nur gering zerstört war, fanden viele Heimatvertriebene Aufnahme in der Gemeinde. 1950 wurden knapp 7300 Einwohner gezählt. Mit dem Wachstum der Stadt siedelten sich in den 1950er Jahren zwar auch mehrere größere Betriebe an, die hunderte von Arbeitsplätzen schufen, doch waren bereits 1957 mehr als die Hälfte der in der Stadt lebenden Arbeitnehmer als Pendler an auswärtigen Arbeitsplätzen vor allem in Heilbronn und Neckarsulm beschäftigt, wodurch Bad Friedrichshall den Charakter einer Arbeiterwohngemeinde erhielt.

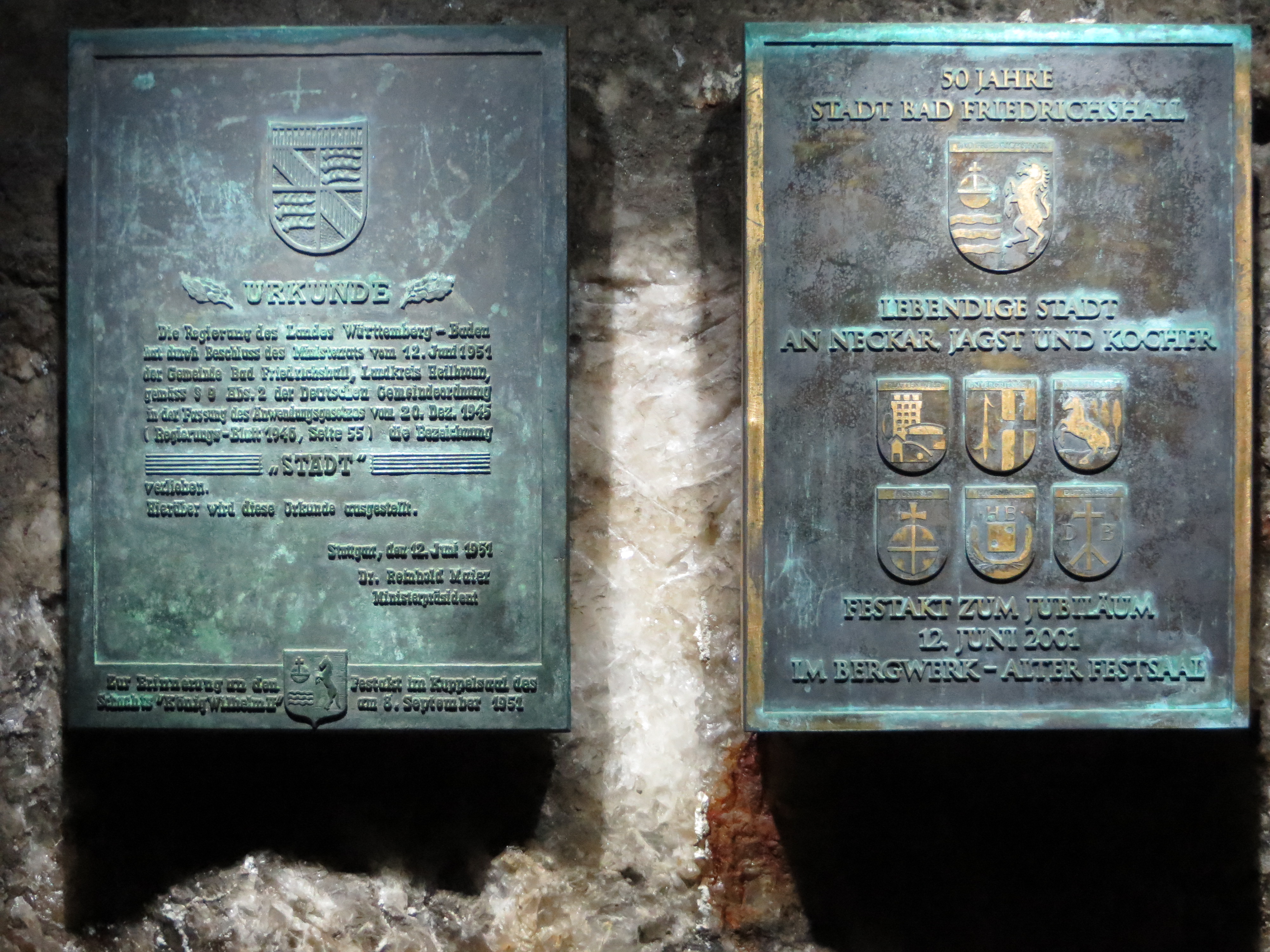
Gedenkplakette zur Stadterhebung 1951 im Kuppelsaal des Salzbergwerks

Die damalige Landesregierung von Württemberg-Baden gab allen Gemeinden, die im Dritten Reich zwangsweise zusammengeschlossen wurden, die Möglichkeit, ihre Selbstständigkeit wiederzuerlangen. Aus diesem Grund versuchten die Bürger Jagstfelds seit dem 30. April 1947, die Ausgemeindung aus der Gesamtgemeinde Bad Friedrichshall in Gang zu bringen. Fast vier Jahre lang wurde um den politischen Bestand Bad Friedrichshalls gekämpft und diskutiert. Innenminister Ulrich stellte fest, dass Jagstfeld und Kochendorf wirtschaftlich eng verknüpft seien und Jagstfeld wirtschaftlich auf Kochendorf angewiesen sei. Der Antrag auf Ausgemeindung Jagstfelds wurde vom Innenministerium im September 1947 dem Staatsministerium zur Weitergabe an den Landtag vorgelegt. Auf Antrag der Jagstfelder Bürgerversammlung wurde eine Abstimmung für den Ortsteil Jagstfeld vom Landratsamt Heilbronn genehmigt. Ferner wurde durch Antrag des Kochendorfer Gemeinderates eine Abstimmung aller drei Ortsteile genehmigt. Des Weiteren erklärte der Gemeinderat Hagenbachs, dass Hagenbach an einer Ausgemeindung nicht interessiert sei. Das Gesamtergebnis der Abstimmung war 84,5 % zu 15,5 % für eine Trennung.
Im Oktober 1949 übersandte das Landratsamt Heilbronn einen umfassenden Bericht an das Innenministerium über ihre Meinung zur Ausgemeindung Jagstfelds. Bürgermeister Otto Klenert gab dem Gemeinderat am 18. Oktober 1950 einen Erlass des Landratsamts Heilbronn bekannt, in welchem angeregt wurde, beim Staatsministerium zu beantragen, der Gemeinde Bad Friedrichshall die Bezeichnung „Stadt“ zu verleihen. Diesem Vorschlag stimmte der Gemeinderat schließlich zu und der Antrag hatte Erfolg. Am 12. Juni 1951 wurde der Gemeinde Bad Friedrichshall die Bezeichnung „Stadt“ verliehen. Der große Festakt zur Stadterhebung fand am 8. September 1951 im Kuppelsaal des Kochendorfer Salzbergwerks Schacht König Wilhelm II. statt.

### Neuanfang als Stadt

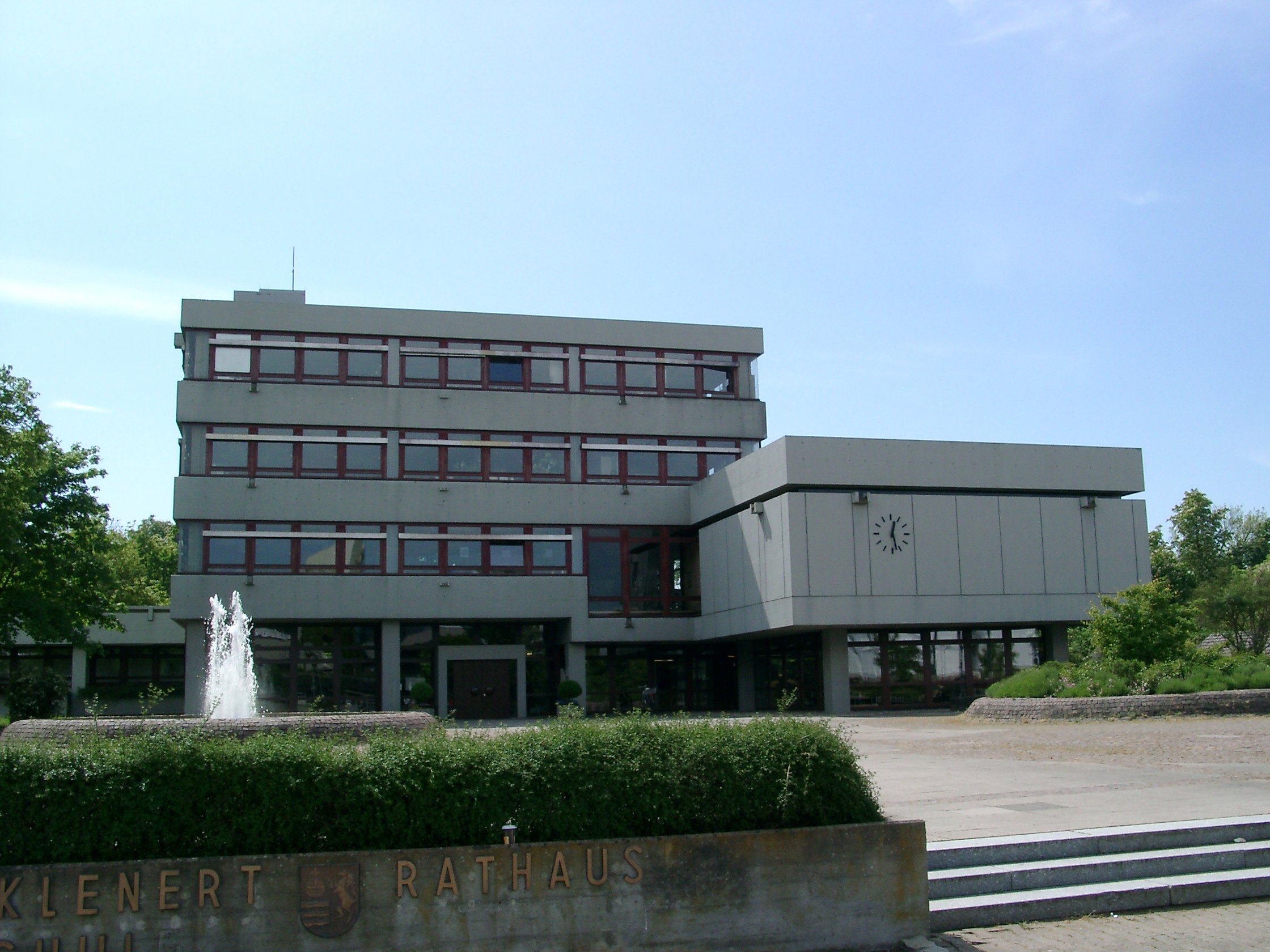
Neues Rathaus der Stadt Bad Friedrichshall

In der Zeit von 1948 bis 1960 entstanden in der Gemeinde, ab 1951 Stadt, Bad Friedrichshall über 1000 neue Wohnungsbauten und die Einwohnerzahl stieg auf rund 8500 an. Neben dem wachsenden Wohnungsbau in Bad Friedrichshall wurden seitens der Stadt 1956 und 1959 neue Volksschulen in Hagenbach und Jagstfeld erbaut. Darüber hinaus wurde 1960 ein Antrag auf Errichtung einer Mittelschule gestellt, mit deren Bau 1962, nach Planung eines Zentrums öffentlicher Gebäude wie Rathaus, Turnhalle, Aula und Feuerwehrgerätemagazin, begonnen wurde. Das neue Rathaus der Stadt Bad Friedrichshall wurde 1967 nach Plänen des Architekten Roland Ostertag fertiggestellt. Mit dem Schaffen des Zentrums öffentlicher Gebäude entlang der Friedrichshaller Straße in den 1960er Jahren, begann der bis heute laufende Prozess der Entwicklung einer Neuen Stadtmitte für Bad Friedrichshall. Heute reicht die Stadtmitte vom Rathausplatz als westlichem Ende bis zum Friedrichsplatz als östlichem Ende. In den Folgejahren bis 1970 stieg die Zahl der Einwohner der Stadt Bad Friedrichshall auf knapp 10.000 an.
Im Rahmen der Gebietsreform in Baden-Württemberg wurden am 15. März 1972 die Gemeinde Duttenberg, und am 1. Januar 1975 die Gemeinde Untergriesheim eingemeindet. Eine Eingemeindung der Bad Friedrichshaller Nachbargemeinde Offenau 1973/74 konnte durch Überzeugungsarbeit der Gemeindeverwaltung bei der damaligen Landesregierung verhindert werden. Nach Abschluss der Kreis- und Gebietsreform wurde zum 15. April 1975 die Verwaltungsgemeinschaft Bad Friedrichshall gegründet, welcher neben der Stadt selbst, als erfüllenden Gemeinde, die Nachbargemeinden Oedheim und Offenau angehören. Im Jahr 1990 wurde die 20.000-Einwohnermarke der Verwaltungsgemeinschaft überschritten, womit sie von der Landesregierung am 25. August 1992 zur unteren Verwaltungsbehörde erklärt wurde und ihr neue Zuständigkeiten übertragen worden sind.
In den Jahren 1992 bis 1998 wurde der Stadtteil Plattenwald im Rahmen eines Wohnungsbauprogramms des Landes Baden-Württemberg in direkter Nachbarschaft zum Klinikum am Plattenwald neu erbaut. Dieser überwiegend von Ausländern und Aussiedlern bewohnte Stadtteil hatte im Jahr 2000 bereits über 3.000 Einwohner und ist baulich mit dem Neckarsulmer Stadtteil Amorbach verbunden, welcher ebenfalls erst nach dem Zweiten Weltkrieg entstand.
In den 1990er Jahren entwickelte sich Bad Friedrichshall immer mehr zum Gewerbe- und Industriestandort. Im Jahr 1994 kam bei den Städten Bad Friedrichshall und Neckarsulm sowie Audi-Werkleiter Lindner das Projekt Lieferantenpark auf, welcher Zuliefererfirmen im Bad Friedrichshaller Süden ansiedeln sollte. Die Gewerbe- und Industriepark Bad Friedrichshall GmbH wurde am 8. März 1995 in direkter Nachbarschaft zum Audi-Werk in Neckarsulm gegründet und beherbergt bis heute Zuliefererfirmen. Auch das Werk selbst befindet sich heute zum Teil auf Bad Friedrichshaller Gemarkung. Parallel zum Gewerbegebiet Am Neckar mit Industriepark wurden ab 1998 das Gewerbegebiet Am Kocherwald sowie ab 2000 das Gewerbegebiet Salinenstraße, auf dem Gelände der ins Salzbergwerk Bad Friedrichshall umgezogenen Saline Bad Friedrichshall, ausgewiesen, die allesamt mehrmals erweitert wurden.
Um das Wirtschaftswachstum in Bad Friedrichshall zu erhalten, soll 2019 mit Erschließungsarbeiten für das Gewerbegebiet Obere Fundel begonnen werden, in welchem sich die Schwarz-Gruppe (Lidl, Kaufland) mit bis zu 5.000 Mitarbeitern ansiedeln wird.
Mit mittlerweile 19.692 Einwohnern (Stand: August 2018), ist Bad Friedrichshall nach Neckarsulm, Eppingen und Bad Rappenau die viertgrößte Stadt des Landkreises Heilbronn.

### Religionen
Das Kirchenpatronat über Kochendorf lag ursprünglich beim katholischen Stift Wimpfen. Unter den Grecken von Kochendorf wurde der Ort 1549 reformiert und war seitdem evangelisch geprägt. Das Patronatsrecht verblieb auch nach der Reformation beim katholischen Stift Wimpfen, bis dieser durch den Reichsdeputationshauptschluss 1803 aufgelöst wurde. Kochendorf ging an Württemberg, Wimpfen an Hessen. Dadurch gelangte das Wimpfener Patronatsrecht nach 1802 an die Landgrafen von Hessen-Darmstadt.
Die evangelische Sebastianskirche Kochendorf war Mutterkirche zahlreicher kleiner evangelischen Gemeinden der Umgebung. Zur Pfarrei Kochendorf zählten einst auch die Filialen Neckarsulm, Gundelsheim mit Teilorten und Jagstfeld. Eigenständige Pfarreien bestehen in Neckarsulm und Gundelsheim seit dem 19. Jahrhundert, die evangelische Kirchengemeinde Jagstfeld wurde dagegen erst 1948 gegründet. Diese gehört mit der evangelischen Kirchengemeinde Kochendorf seit 2015 zu der im selben Jahr gegründeten Evangelischen Gesamtkirchengemeinde Bad Friedrichshall im Kirchenbezirk Weinsberg-Neuenstadt der Evangelischen Landeskirche in Württemberg. Die Evangelischen Hagenbachs gehören zur Kirchengemeinde Kochendorf.
Jagstfeld blieb, wie Hagenbach auch, durch die Zugehörigkeit zum Deutschen Orden bis ins 19. Jahrhundert fast rein katholisch, bevor sich mit der Erschließung der Saline Friedrichshall auch evangelische Bürger ansiedelten. Ursprünglich lag das Patronatsrecht über Jagstfeld zunächst beim Bischof von Worms, ab 1392 bei den Grecken von Kochendorf und ab 1633 beim Stift Wimpfen. Seit 1828 gehört Jagstfeld zur Diözese Rottenburg-Stuttgart, seit 1879 besteht eine eigene Pfarrei in Jagstfeld.
Die katholische Gemeinde in Kochendorf wurde von alters her von der katholischen Stadtpfarrgemeinde Neckarsulm betreut, wuchs insbesondere durch den Zuzug von Vertriebenen nach dem Zweiten Weltkrieg stark an und wurde 1955 zur selbstständigen Pfarrgemeinde Zur Heiligsten Dreifaltigkeit erhoben. 1972 wurde sie infolge der Weihe der Kirche St. Barbara zur Pfarrkirche in St. Barbara umbenannt. Ihr gehört auch Hagenbach an.
Die katholischen Kirchengemeinden in Bad Friedrichshall gehören der Diözese Rottenburg-Stuttgart, Dekanat Heilbronn-Neckarsulm, Seelsorgeeinheit Bad Friedrichshall und Offenau (St. Barbara mit Filialkirche St. Kilian, Zur Auferstehung Christi, St. Johannes Baptista Untergriesheim und St. Kilian Duttenberg) beziehungsweise Seelsorgeeinheit Neckarsulm (Pax Christi Amorbach-Plattenwald) an.
Neben den beiden großen Kirchen ist mit der 1998 eröffneten Kirche Sieben Schmerzen Mariens auch die Priesterbruderschaft St. Pius X. in Bad Friedrichshall vertreten. Auch die Mennoniten und die Neuapostolische Kirche Süddeutschland verfügen über jeweils eine Gemeinde in Bad Friedrichshall. Es gibt außerdem einen Hindutempel. Seit 2017 ist die Dreifaltigkeitskirche eine rumänisch-orthodoxe Kirche.

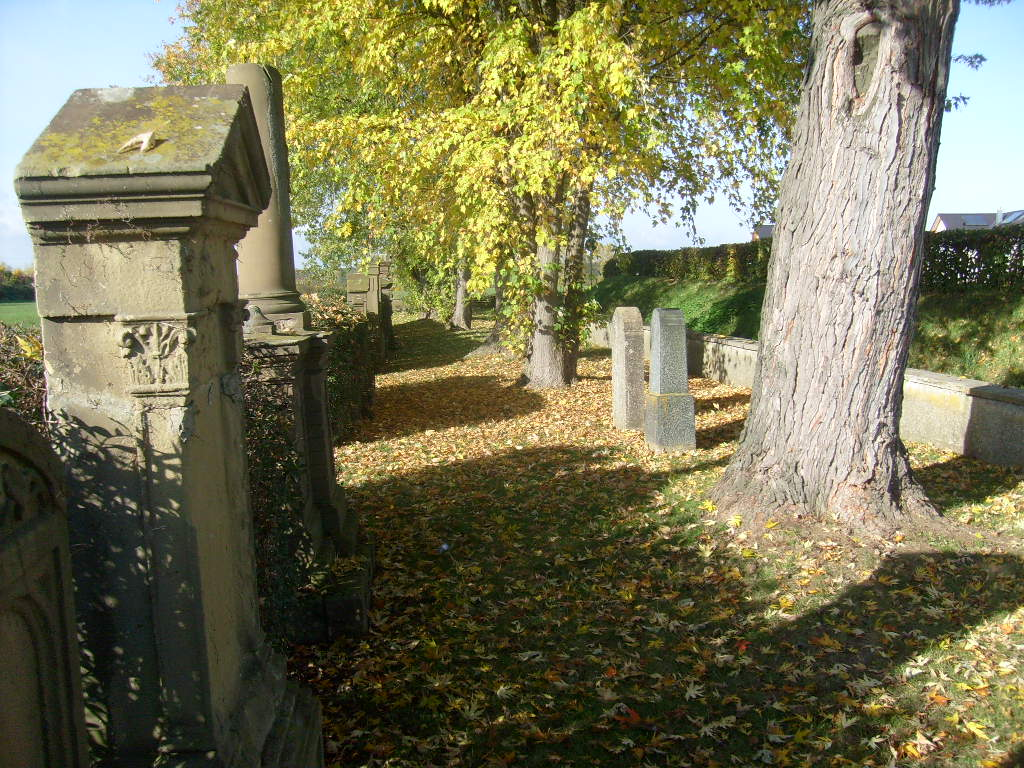
Jüdischer Friedhof Kochendorf

In Kochendorf befand sich mit der Jüdischen Gemeinde Kochendorf einst eine größere jüdische Gemeinde. Juden sind bereits im 16. Jahrhundert am Ort nachgewiesen und hatten um 1740 eine eigene Synagoge, die 1806 durch einen Neubau ersetzt wurde. 1870 wurde der Jüdische Friedhof Kochendorf angelegt. Bis 1854 wuchs die Gemeinde auf 154 Personen an und bildete damit zeitweise bis zu 9 % der Bevölkerung des Ortes. Durch Ab- und Auswanderung verkleinerte sich die Gemeinde in der Folgezeit jedoch stark. 1880 wurden noch 71 jüdische Einwohner gezählt, 1900 noch 40 und 1925 nur noch sieben. 1925 wurde die Synagoge Kochendorf an die evangelische Kirchengemeinde verkauft, und noch vor 1933 hat sich die jüdische Gemeinde aufgelöst. Von den sieben im Jahr 1933 noch in Kochendorf lebenden Juden kamen 1940 bis 1943 fünf durch die Judenverfolgung ums Leben.

### Einwohnerentwicklung
Einwohnerzahlen nach dem jeweiligen Gebietsstand.
| 1900–1999 | 1900–1999 | 2000–                | 2000–     |
| Jahr      | Einwohner | Jahr                 | Einwohner |
| --------- | --------- | -------------------- | --------- |
| 1933      | 4.581     | 2000                 | 17.527    |
| 1939      | 5.062     | 2005                 | 18.774    |
| 1945      | 5.661     | 2010                 | 18.762    |
| 1950      | 7.300     | 2011 (Zensus 09.05.) | 18.143    |
| 1961      | 8.574     | 2015                 | 19.019    |
| 1970      | 9.941     | 2020                 | 19.504    |
| 1980      | 12.000    |                      |           |
| 1985      | 11.955    |                      |           |
| 1990      | 12.838    |                      |           |
| 1995      | 15.905    |                      |           |

## Politik

### Gemeinderat und Ortschaftsräte
Der Gemeinderat von Bad Friedrichshall besteht aus derzeit 26 gewählten ehrenamtlichen Mitgliedern, die für eine Amtszeit von fünf Jahren gewählt werden, sowie dem Bürgermeister als ebenfalls stimmberechtigtem Vorsitzenden. Er wird nach dem Verfahren der unechten Teilortswahl gewählt, das den vier Stadtteilen Bad Friedrichshalls jeweils eine bestimmte Anzahl an Vertretern im Gemeinderat garantiert, wodurch sich jedoch durch Ausgleichsmandate die Gesamtzahl an Sitzen verändern kann. Die letzte Wahl vom 9. Juni 2024 führte zu folgendem Ergebnis (im Vergleich zum Ergebnis der vorletzten Wahl 2019):
| Partei / Liste          | Stimmenanteil | +/− %p. | Sitze | +/− |
| ----------------------- | ------------- | ------- | ----- | --- |
| CDU                     | 29,9 %        | −3,1    | 8     | −1  |
| SPD                     | 17,1 %        | −8,1    | 4     | −3  |
| FW                      | 37,0 %        | +0,9    | 10    | ±0  |
| FDP                     | 5,2 %         | −0,5    | 1     | −1  |
| Grüne                   | 10,8 %        | +10,8   | 3     | +3  |
| Gesamt                  | 100 %         |         | 26    |     |
| Wahlbeteiligung: 53,3 % |               |         |       |     |

In den Ortschaften Untergriesheim, Duttenberg und Plattenwald gibt es zudem jeweils einen Ortschaftsrat. Auf seinen Vorschlag hin wählt der Gemeinderat für die Ortschaften Duttenberg und Untergriesheim einen ehrenamtlichen, für die Ortschaft Plattenwald einen hauptamtlichen Ortsvorsteher. Diese Gremien sind zu wichtigen die Ortschaft betreffenden Angelegenheiten zu hören.

### Bürgermeister
- 1933–1943: Wilhelm Auwärter († 1943 bei einem Mordanschlag in Paris)
- 1943–1945: Carl Mollenkopf, Hermann Busse, Franz Burkart (Stellvertreter Auwärters)
- 1945: Max Held (von den Amerikanern eingesetzt, nach Autounfall nicht mehr dienstfähig)
- 1946–1948: Wilhelm Gutmann (Stellvertreter Helds)
- 1948–1978: Otto Klenert (CDU)
- 1978–2002: Peter Knoche (SPD)
- 2002–2015: Peter Dolderer (parteilos)
- seit 2015: Timo Frey (CDU)

### Wappen und Flagge

Wappen Bad Friedrichshalls

Stadtlogo

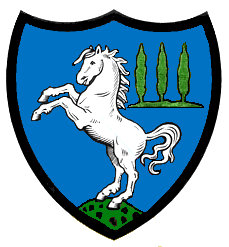
Wappen Kochendorfs (Rekonstruktion)

Die Blasonierung des Bad Friedrichshaller Wappens lautet: In gespaltenem Schild vorne in Silber über drei blauen Wellenleisten ein blauer Reichsapfel mit silbernem Reif und schwarzem Kreuz, hinten in Blau ein aufgerichtetes silbernes Pferd. Die Stadtfarben sind Blau-Weiß.
Das Bad Friedrichshaller Wappen wurde am 1. Dezember 1936 zwischen der Stadt und der württembergischen Archivdirektion vereinbart. Es verknüpft Siegel- bzw. Wappenfiguren Jagstfelds und Kochendorfs. Die drei Wellenleisten symbolisieren die drei Flüsse Neckar, Jagst und Kocher und greifen gleichzeitig den Wellenbalken eines von der Ortsherrschaft nicht anerkannten Kochendorfer Wappens von 1599 auf.
Im Herbst 2012 wurde für die Stadt zusätzlich ein Logo kreiert. Das neu gestaltete Logo stammt von der ortsansässigen Agentur bf media. Es kombiniert als Bildmarke die symbolische Darstellung der drei Flüsse mit der Wortmarke „BAD FRIEDRICHSHALL - Die Salzstadt an Neckar, Jagst und Kocher“.
Das seit 1797 belegte Siegelbild Jagstfelds zeigt ein einem Reichsapfel ähnliches vermutliches Fleckenzeichen. Ein Jagstfelder Schultheißenamtssiegel aus vermutlich der ersten Hälfte des 19. Jahrhunderts kombiniert das Fleckenzeichen im hinteren Feld eines gespaltenen Wappenschildes mit den drei württembergischen Hirschstangen im vorderen Feld; spätestens ab 1889 ist aber wieder nur das Fleckenzeichen im Siegel enthalten.
Der Gemeinde Kochendorf wurde auf ihre Bitte am 13. Mai 1599 vom Kaiserlichen Kammergerichtsbeisitzer Hofpfalzgraf Johann Erhard Hettinger ein Wappen verliehen, dessen Blasonierung in heutiger Ausdrucksweise als In Silber ein blauer Wellenbalken, darüber der schwarze Großbuchstabe K lautet. 1601 prozessierte die Gemeinde vor dem Reichskammergericht um dieses Siegel gegen den Ortsherren Wolf Conrad Greck von und zu Kochendorf, der das Siegel nicht anerkannt und zerstört hatte. 1604 endete der Prozess mit einem inhaltlich nicht bekannten Vergleich, das Siegel wurde aber nicht mehr benutzt. Ein Siegel von 1717 enthielt nur den Großbuchstaben K und die Jahreszahl. Ab etwa 1820 bis zum Beginn des 20. Jahrhunderts sind Kochendorfer Siegel mit einem springenden Pferd, das vermutlich dem Wappen des in Kochendorf ansässigen Ritterkantons Odenwald entnommen war, vor drei pappelartigen Bäumen nachgewiesen. Ein anfänglich vorhandenes Schildhaupt mit dem Großbuchstaben K fehlt spätestens ab 1903. 1918 beschrieb die württembergische Archivdirektion das Kochendorfer Wappen als In Blau auf grünem Boden ein springendes silbernes Pferd vor drei natürlichen Pappeln.
Die Flaggenfarben Blau-Weiß wurden im Jahr 1951 festgelegt. Wappen und Flagge wurden der Stadt am 4. März 1963 vom baden-württembergischen Innenministerium verliehen.

### Städtepartnerschaften
Bad Friedrichshall unterhält Städtepartnerschaften mit:
- Saint-Jean-le-Blanc im Département Loiret, Frankreich (seit 1989)
- Hohenmölsen in Sachsen-Anhalt, Deutschland (seit 1990)
- Isenbüttel in Niedersachsen, Deutschland (seit 2002)

In Bad Friedrichshall gibt es nach den Partnerstädten benannte Straßen, die sich alle im selben Wohngebiet befinden: Hohenmölsener Straße, Isenbütteler Straße und Saint-Jean-le-Blanc-Straße.
In der französischen Partnerstadt befindet sich die Rue Bad Friedrichshall, in der sachsen-anhaltischen Partnerstadt die Bad Friedrichshaller Straße.

## Kultur und Sehenswürdigkeiten

### Besucherbergwerk und KZ-Gedenkstätte
Im Süden der Stadt befindet sich das Salzbergwerk Bad Friedrichshall, ein Besucherbergwerk. Das Besucherbergwerk Bad Friedrichshall ist neben Merkers (Thüringen) und Berchtesgaden (Bayern) eines von drei Besucherbergwerken in Deutschland und das einzige in Baden-Württemberg zum Thema Salzbergbau.
Im Salzbergwerk können die Besucher 200 Millionen Jahre Erdgeschichte erforschen.
Außerdem befindet sich 180 Meter unter Tage eine Gedenkstätte zum KZ Kochendorf und zur Zwangsarbeit, die dessen Häftlinge im Salzbergwerk leisten mussten.

### Theater und sonstige Veranstaltungen
In den Bad Friedrichshaller Mehrzweckhallen (Jahnhalle, Lindenberghalle und Seetalhalle in der Kernstadt; Deutschordenhalle in Duttenberg und Turnhalle im Plattenwald) oder in der Aula der Otto-Klenert-Schule finden regelmäßig Theateraufführungen der Badischen Landesbühne und der ortsansässigen Heuchlinger Laienspielgruppe statt. Freilichtspiele finden regelmäßig im Schlosshof zu Heuchlingen statt.

### Bauwerke

#### Burgen und Schlösser

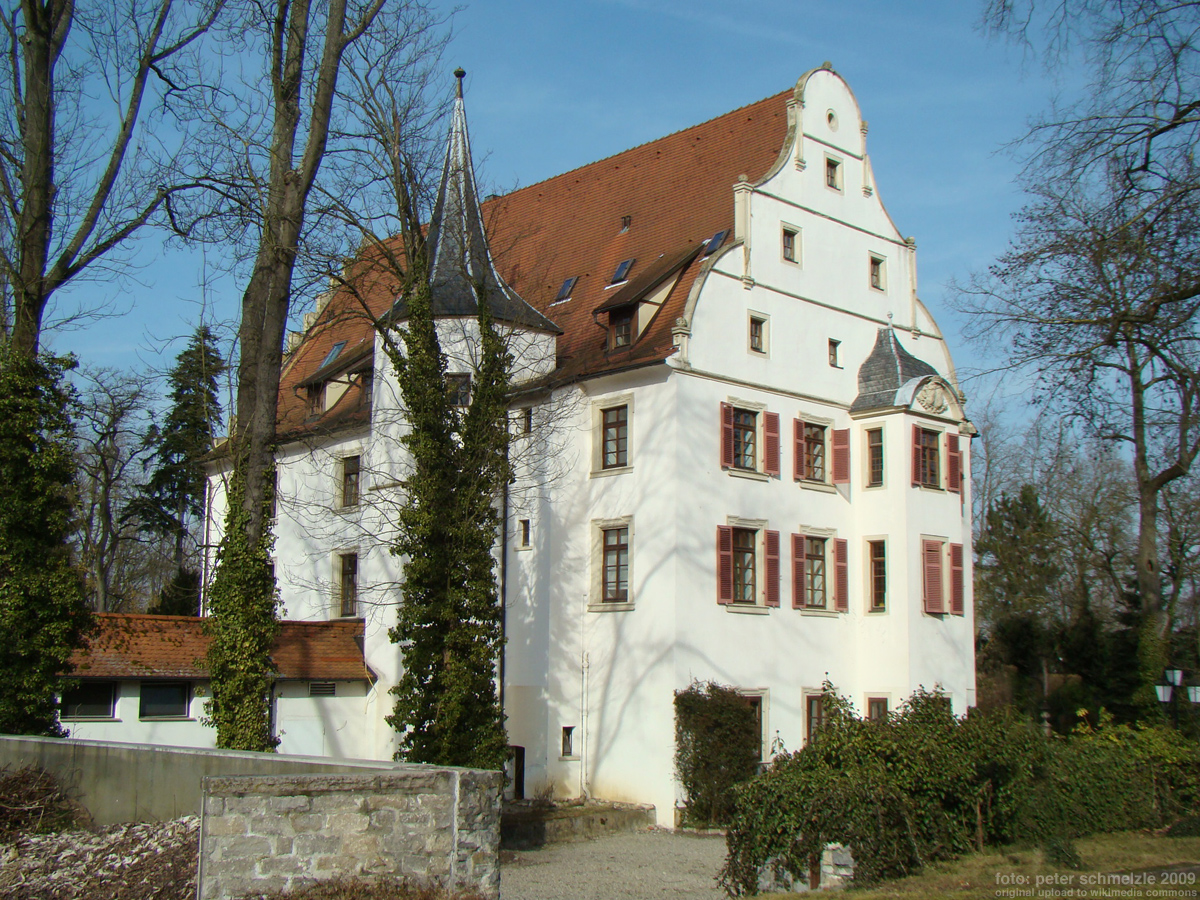
Schloss Lehen Kochendorf

- Das Schloss Lehen geht auf die alte Wasserburg und den ersten Herrensitz in Kochendorf zurück und wurde 1553 im Stil der Renaissance durch Wolf Conrad Greck I. erbaut. Zu der Anlage zählt auch ein ummauerter Vorhof, von dessen drei Türmen heute noch zwei erhalten sind. Das Herrenhaus der Schlossanlage ist seit den 1950er Jahren ein Hotel. Die alte Kelter beim Schloss war ab 1920 Turnhalle und ist heute Veranstaltungsraum von Schloss Lehen.
- Das Greckenschloss wurde durch Wolf Conrad Greck II. von Kochendorf um 1600 erbaut. Die Anlage diente nach 1806 verschiedenen Zwecken und kam 1829/30 in Privatbesitz. Zeitweise war eine Zigarren-, später eine Likörfabrik darin untergebracht, außerdem war das Schloss auch Schul- und Wohnhaus. Es wurde von der Denkmalstiftung Baden-Württemberg im Oktober 2005 zum Denkmal des Monats ernannt. Nach umfangreicher Sanierung dient das Gebäude seit 2010 wieder als Schul- und Vereinshaus.
- Das St. Andrésche Schlösschen wurde 1710 anstelle des Greckschen Unterschlosses durch Friedrich Magnus von Saint-André (1674–1731) erbaut. Im 19. Jahrhundert kam das Gebäude in den Besitz der Glockengießerei Bachert, seit 1983 gehört es der Stadt Bad Friedrichshall. Heute befindet sich in dem Gebäude das Notariat.
- Das Deutschordensschloss Heuchlingen wurde im 12. Jahrhundert als Burg erbaut und mit der Heuchlinger Mühle 1222 erstmals erwähnt. Nach dem „Städtekrieg“ 1449 wurde die, zuvor auf mehrere Besitzer, darunter auch die Greck von Kochendorf, aufgeteilte Burg niedergebrannt. Nach Auflösung des Deutschen Ordens ging das Schloss als Staatsdomäne an das Königreich Württemberg.
- Die Burg Duttenberg in Duttenberg wurde 778 erstmals erwähnt und befindet sich seit 1769 in privatem Besitz.

#### Verwaltungsgebäude

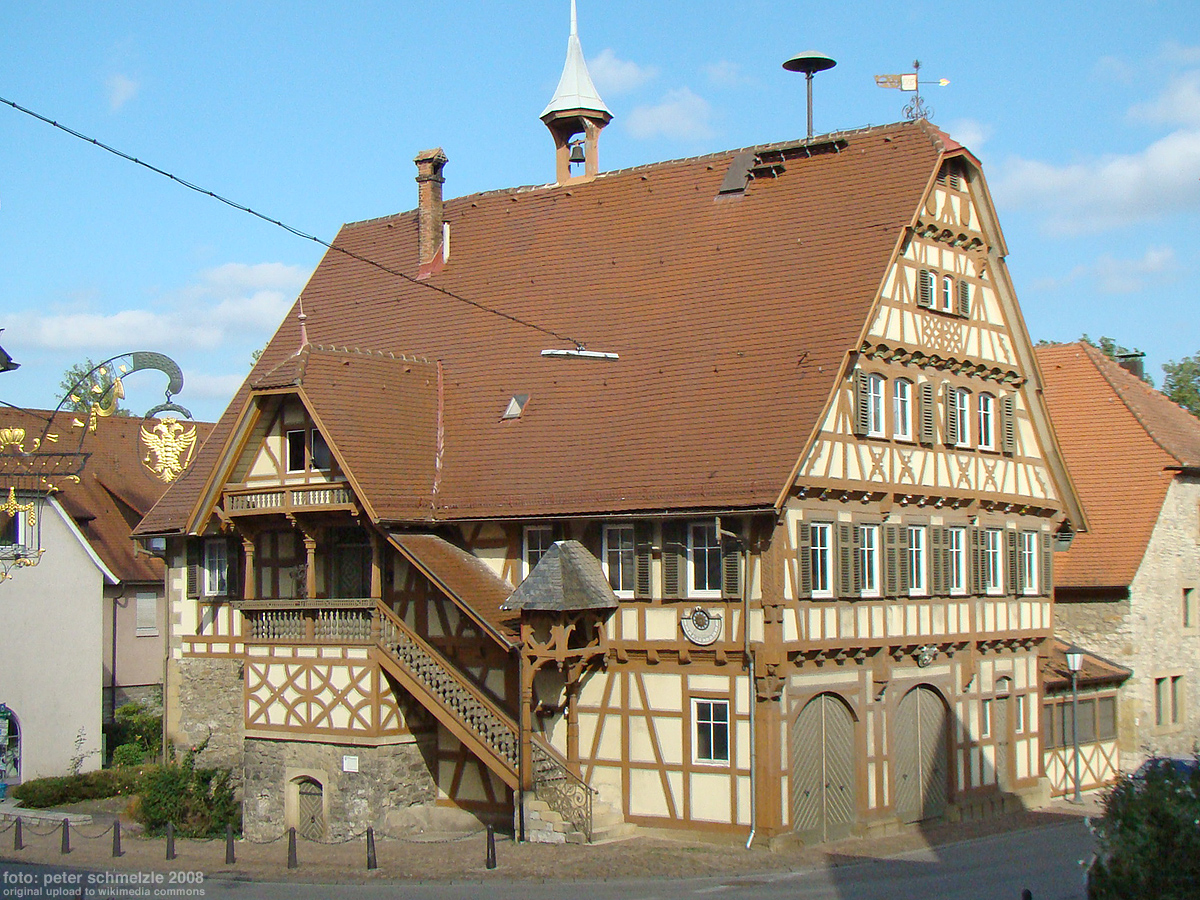
Altes Rathaus in Kochendorf

- Das alte Rathaus von Kochendorf wurde in Fachwerkbauweise 1597 erbaut und erhielt seine heutige Gestalt durch die Renovierung von 1890. Das Gebäude war im Erdgeschoss ursprünglich eine halb offene Markthalle, die heutigen Lagerräume im Erdgeschoss wurden erst später geschaffen. In seiner langen Geschichte war das Gebäude einst auch Kanzleisitz des Ritterkantons Odenwald, dessen Wappen heute noch die Giebelseite ziert, später auch Polizeistation. Das Alte Rathaus wurde 2016/2017 komplett saniert.
- Das Neue Rathaus wurde 1964–67 erbaut, der Entwurf stammt vom Architekten Roland Ostertag, der auch die 1965 erbaute Realschule sowie das 1996 erbaute Gymnasium entworfen hatte. Die Plastik beim Rathaus stammt von Ursula Sax, der Bildschmuck im Rathaus von Robert Förch.
- Das Alte Rathaus in Hagenbach wurde um 1800 an Stelle der früheren Burg Hagenbach (Steinhaus, später auch Steinschloss) erbaut.
- Von der vor 1900 in Jagstfeld betriebenen Saline Friedrichshall ist ein Verwaltungsgebäude erhalten.
- Vom einstigen Syndikus Jägerschen Bau, dessen Hauptgebäude bereits 1812 abgerissen wurde, sind zwei Flügelbauten erhalten.

#### Kirchen
- Die evangelische Sebastianskirche Kochendorf gilt als das älteste Gebäude im Ort und ist vermutlich vor 1100 entstanden. Die ursprünglich ummauerte Wehrkirche wurde 1294 erstmals erwähnt und enthielt neben den heute noch an der Außenfassade erhaltenen steinernen Grabplatten der Grecken auch im Inneren wertvolle Grabmale, die jedoch bei Kampfhandlungen im Zweiten Weltkrieg zerstört wurden. Der Bau stammt in seiner heutigen Form aus dem späten 16. Jahrhundert mit Treppentürmen von 1886, brannte jedoch gegen Ende des Zweiten Weltkriegs vollständig aus, so dass kaum noch historische Ausstattung vorhanden ist. Lediglich im Chorbereich blieben einige wenige historische Relikte erhalten, darunter ein gotisches Sakramentshaus sowie Reste von Wandmalereien. Die Sebastianskirche wurde bis 1948 durch Architekt Hannes Mayer wieder aufgebaut und erhielt 1952 neue Glocken aus der Glockengießerei Bachert, 1958 die neue Orgel von der Firma Weigle aus Echterdingen. Das Holz-Kruzifix auf dem Altar vor dem Auferstehungsfenster wurde 1954 vom Kochendorfer Künstler Albert Dobler gestaltet. Die Fenster des Stuttgarter Glaskünstlers Adolf Valentin Saile im Chor und im Kirchenschiff nehmen hauptsächlich (1967–1971) Themen der Gleichnisse Jesu auf. Das Auferstehungsfenster wurde bereits 1956 eingesetzt. Ein Meisterkurs der Heilbronner Gipserinnung übernahm es, an der linken Turmseite der Sebastianskirche ein Sgraffito nach einer frühchristlichen Ritzzeichnung zu gestalten. Es zeigt ein Schiff mit ausgeworfenem Netz. Das Motiv nimmt das Verständnis auf, dass die Gemeinde Jesu einer Arche gleicht.
- Die evangelische Erlöserkirche Jagstfeld, 1966/67 nach Plänen von Hannes Mayer erbaut, hat ein zeltförmiges Kirchenschiff. Im Inneren der Kirche befinden sich seit 1967 das Altarbild Abendmahl von K. H. Türk sowie das Glasfenster Pfingsten von Wolf-Dieter Kohler. Seit 2009 gibt es auch eine Orgel aus dem Jahr 1956, welche zuvor in der evangelischen Kirche in Oberrot stand.
- Die katholische Kilianskirche Hagenbach und deren Vorgängerin, die Friedhofskapelle
- Die katholische Auferstehungskirche wurde 1957 als Ersatz für die zu klein gewordene Wendelinuskirche mit Glasfenstern von Manfred Henninger errichtet.
- Der Wendelinusturm ist der erhaltene Turm der alten katholischen Pfarrkirche St. Wendelin. Dem Turm gegenüber befindet sich das Alte Rathaus.
- Die katholische Pfarrkirche St. Barbara wurde 1972 erbaut und enthält einen bedeutenden Schnitzaltar.
- Die Kirche „Sieben Schmerzen Mariens“ ist ein neoromanischer Kirchenneubau von 1998 der Priesterbruderschaft St. Pius X. mit reicher historisierender Ausstattung.
- Die Neuapostolische Kirche im Stadtteil Kochendorf[32]

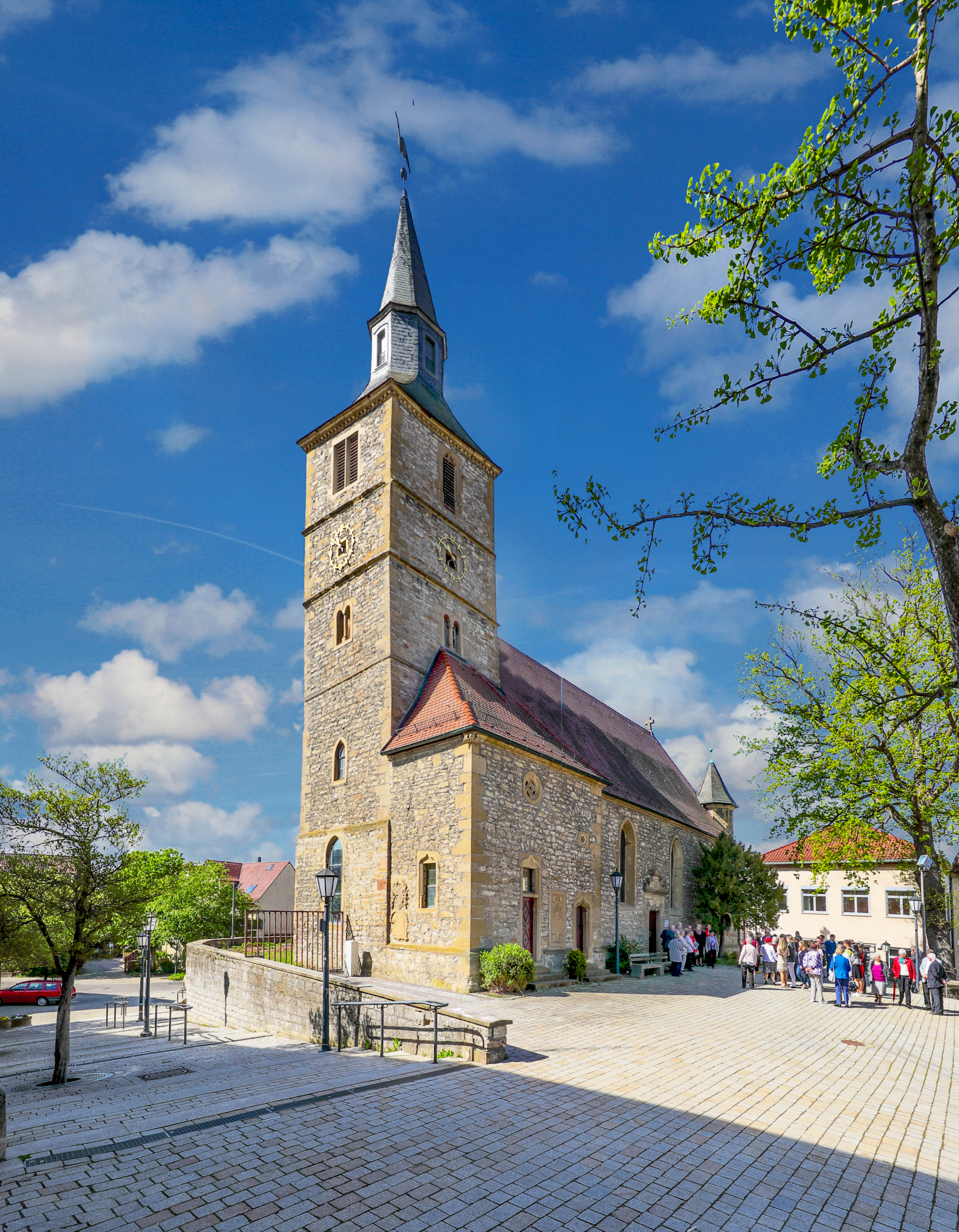
Evangelische Sebastianskirche
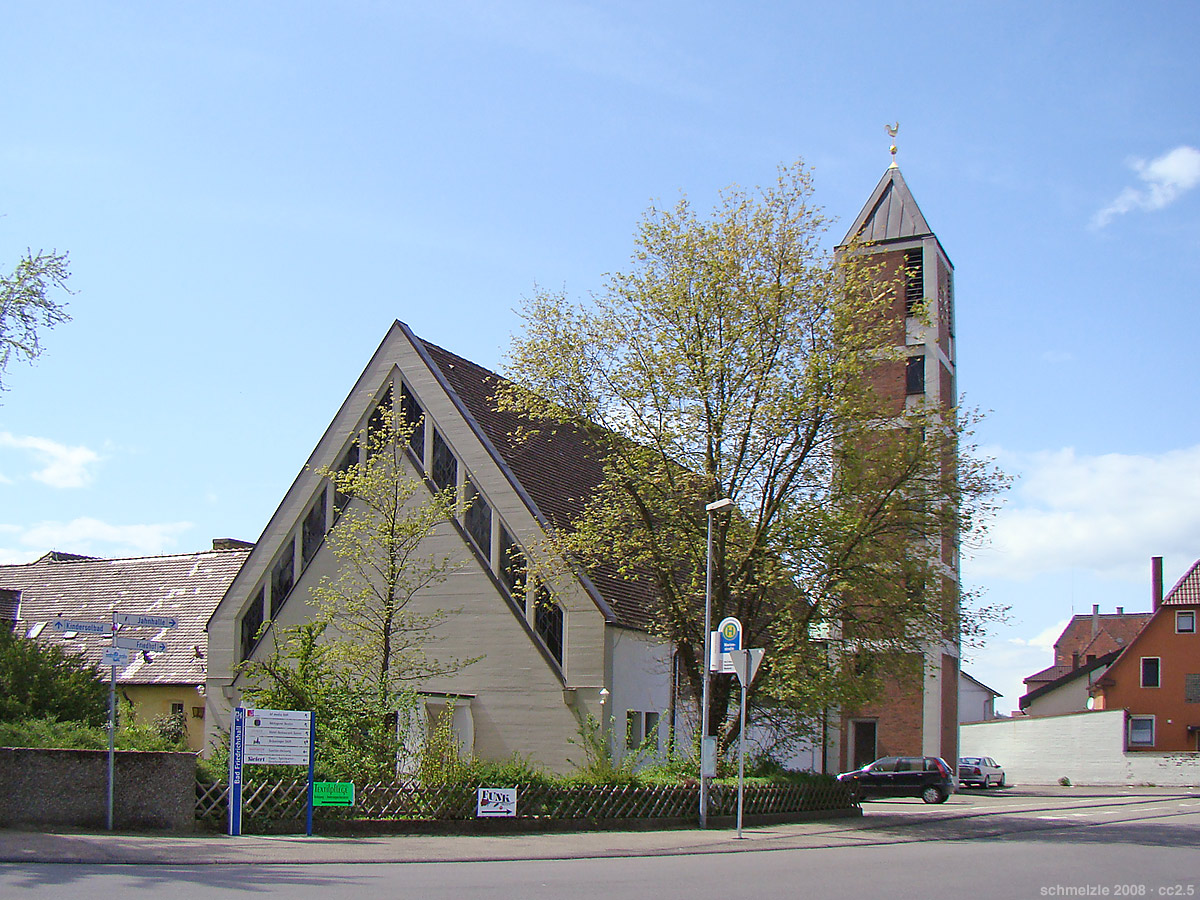
Evangelische Erlöserkirche
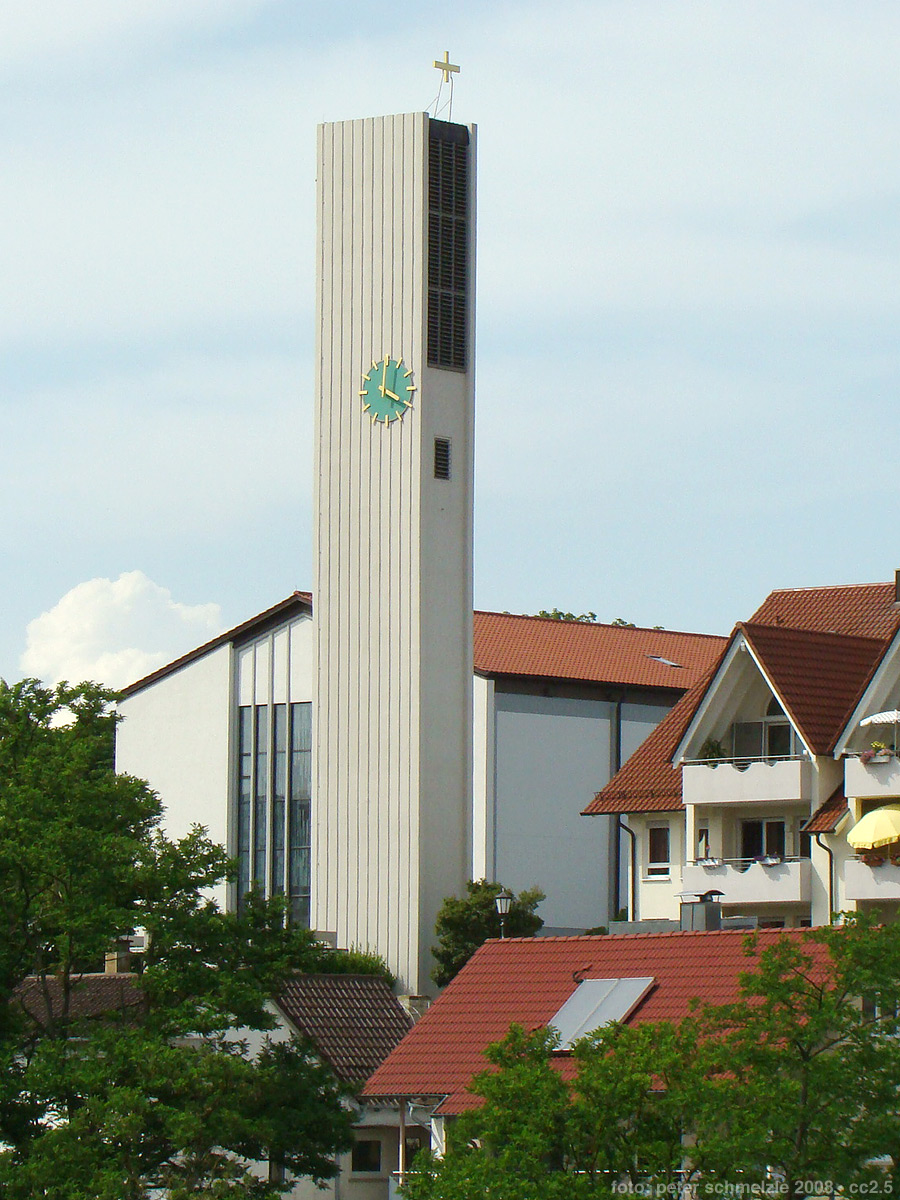
Katholische Auferstehungskirche

Eine weitere Kirche in der Kernstadt ist die Dreifaltigkeitskirche Kochendorf, welche 1950 als römisch-katholische Pfarrkirche erbaut und 2015 als solche profaniert wurde. Seit 2017 ist sie im Besitz der rumänisch-orthodoxen Kirchengemeinde Heilbronn.

#### Weitere Sehenswürdigkeiten

##### Stadtzeichen
In der Stadtmitte am Friedrichsplatz befindet sich das Stadtzeichen, eine große steinerne Stele. Diese hat die Form eines Salzkristalles mit drei Spitzen. Dabei steht die Zahl Drei symbolisch für die drei Flüsse Neckar, Jagst und Kocher, aber auch dafür, dass Bad Friedrichshall aus dem Zusammenschluss dreier Gemeinden hervorgegangen ist.

##### Kleindenkmale
Auf der Gemarkung von Bad Friedrichshall und seinen Stadtteilen befinden sich zahlreiche historische Feldkreuze.

##### Friedhof
Der Kochendorfer Friedhof wurde im 16. Jahrhundert angelegt und enthält außer einer historischen ehemaligen Marienkapelle Grabstellen der Adelsfamilien von Waechter-Lautenbach, Capler von Oedheim, von Breuning und der Reichsgrafen von Zech.

### Parks
In Zusammenarbeit der Stadt Bad Friedrichshall mit dem Friedrichshaller Sportverein entstand 2009 eine topographisch modellierte Parklandschaft in direkter Nachbarschaft zum Friedrich-von-Alberti-Gymnasium und der Kocherwaldhalle: der Freizeitpark „Gaudium“. Dieser beheimatet einen Kleinkinder-Spielbereich, eine Spiellandschaft für Kinder und Jugendliche, ein Kunststoffspielfeld für Fußball, Handball, Basketball und Faustball, ein Minispielfeld im Rahmen eines Programmes des DFB, Beachvolleyballfelder, Tischtennisplätze und eine Skate-Anlage. Außerdem befinden sich auf dem Parkgelände eine Kneipp-Anlage sowie eine Boulebahn. Der Freizeitpark ist zwar ein wichtiger Teilbereich des Sportparks, im Gegensatz zu diesem jedoch öffentlich zugänglich und frei nutzbar.

### Sport und Sportanlagen

#### Vereine
Neben dem großen Sportverein Friedrichshaller Sportverein (FSV), in welchem rund 3.000 Bad Friedrichshaller aktiv Sport treiben, gibt es eine Vielzahl an weiteren Sportvereinen.
In der Kernstadt existierten bis Juli 1996 drei Sportvereine: der TSV Bad Friedrichshall, der TSV Jagstfeld und der TSV Hagenbach. Die drei Vereine fusionierten am 1. Juli 1996 zum Friedrichshaller Sportverein 1898 e. V., kurz FSV Bad Friedrichshall. Der Friedrichshaller Sportverein gliedert sich in die Abteilungen Behindertensport (74 Mitglieder), Eisstockschießen (81 Mitglieder), Fußball (641 Mitglieder), Handball (166 Mitglieder), Karate (47 Mitglieder), Leichtathletik (128 Mitglieder), Sportakrobatik (64 Mitglieder), Tischtennis (189 Mitglieder), Turnen (1.866 Mitglieder) und Volleyball (95 Mitglieder).
In Duttenberg existiert außerdem der TSV Duttenberg, in Untergriesheim der Verein Sportfreunde Untergriesheim und im Plattenwald der Verein Plattenwald Aktiv.
Ferner befinden sich in Bad Friedrichshall ein Angelsportverein, ein Luftsportverein, ein Rad- und Rollschuhverein, ein Tauchclub, ein Tennisclub, eine DLRG-Ortsgruppe, ein Voltigierverein, ein Schachverein und ein Schwimmverein.

#### Sportanlagen
In Bad Friedrichshall gibt es acht Sportplätze, ein Stadion, zwölf Tennisplätze, zehn Sporthallen und Skater-Anlagen. Außerdem gibt es das Sole-Freibad.

##### Großsportanlage „Sportpark“
Nach der Fusion der drei Kernstadtvereine zum Friedrichshaller Sportverein (FSV) wurde in der Zeit von 2005 bis 2007 eine gemeinsame Großsportanlage realisiert: der Sportpark. Dieser befindet sich in direkter Nachbarschaft zum Friedrich-von-Alberti-Gymnasium und zur Kocherwaldhalle.
Der Sportpark besteht aus einem Stadion mit Rasenspielfeld und Leichtathletikanlagen, einem Fußballfeld mit Kunststoffrasen und einem zentralen Sportgebäude. Die Sportparkhalle ist der seitdem der Sitz des FSV.
Im Gegensatz zum Freizeitpark Gaudium ist der Sportpark dem Schul- und Vereinssport vorbehalten.

### Freizeit- und Erholungsmöglichkeiten
In und um Bad Friedrichshall gibt es zahlreiche Freizeitmöglichkeiten, von denen hier folgende genannt sein sollen:
Das im Juni 1973 eröffnete Sole-Freibad Bad Friedrichshall ist reizvoll am Kocherwaldrand gelegen. Das Solefreibad umfasst ein großes Sole-Sportbecken mit 50-Meter-Bahnen, 3- und 1-Meter-Sprungtürme, einen Sole-Massagebrunnen, ein Wellenbecken, ein Spaßbecken mit einer 70 Meter langen Rutsche, Unterwasserliegen mit Luftsprudler und einem Strömungskanal sowie einen Kleinkinderbereich mit Bachlauf, Wasserpilz und Kleinkinderrutsche.
Auf Gebiet der Stadt Bad Friedrichshall gibt es ein gut ausgebautes Radwegenetz: Bad Friedrichshall ist Radknotenpunkt. Durch die Stadt führen der Burgenstraße-Radweg, der Kocher-Jagst-Radweg, der Neckartal-Radweg, der Alb-Neckar-Radweg, der Salz- und Sole-Radweg, und der AOK Radrundwanderweg.

### Regelmäßige Veranstaltungen
- Hagenbacher Bockbierfest (seit 1964), jährlich im Juni
- Schachtsee-Fest, jährlich Anfang Juli (seit 2007)
- Wald- und Bockbierfest, jährlich am letzten Juliwochenende

## Wirtschaft und Infrastruktur

### Ansässige Unternehmen

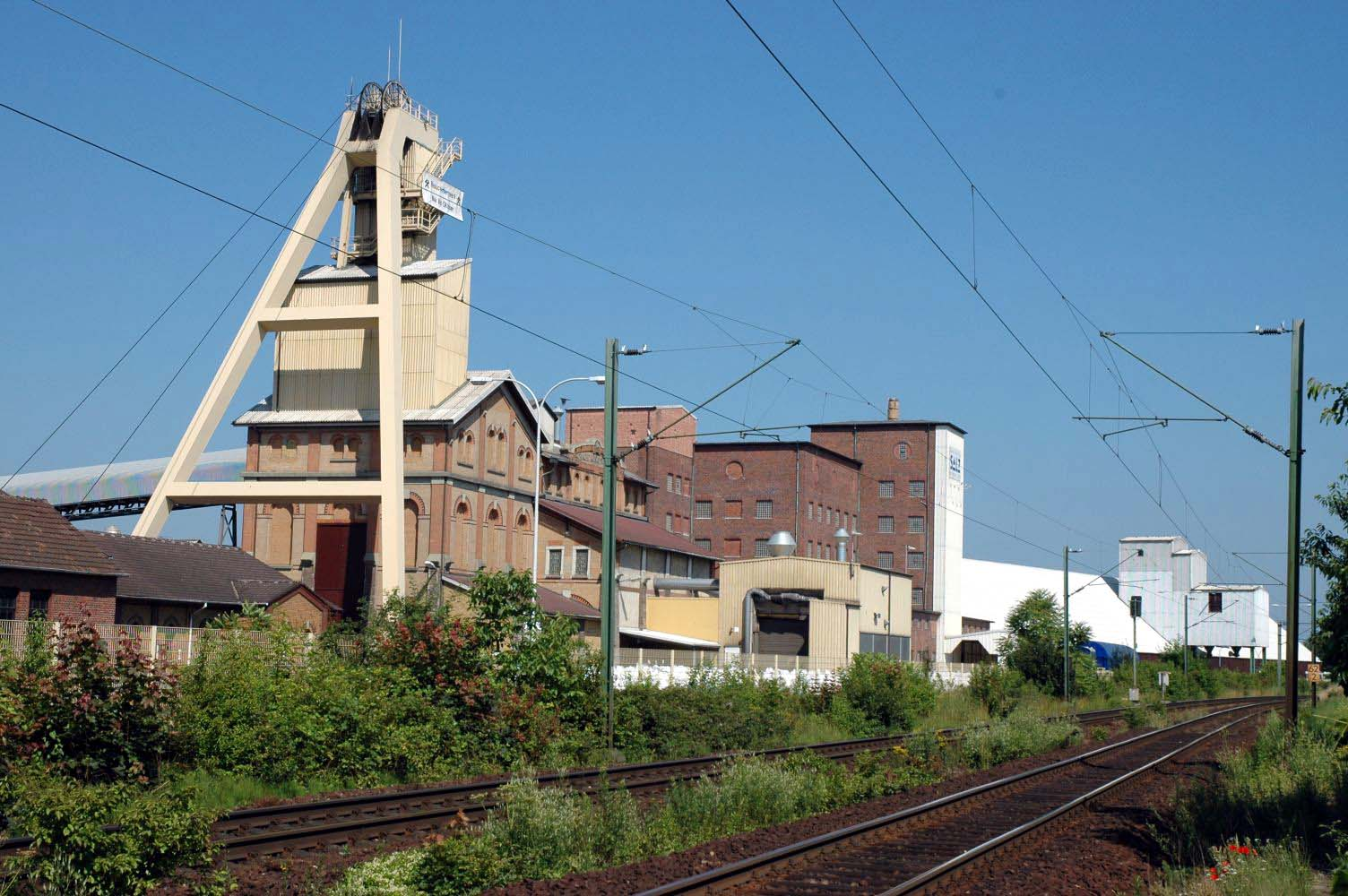
Salzbergwerk der SWS mit Schacht König Wilhelm II.

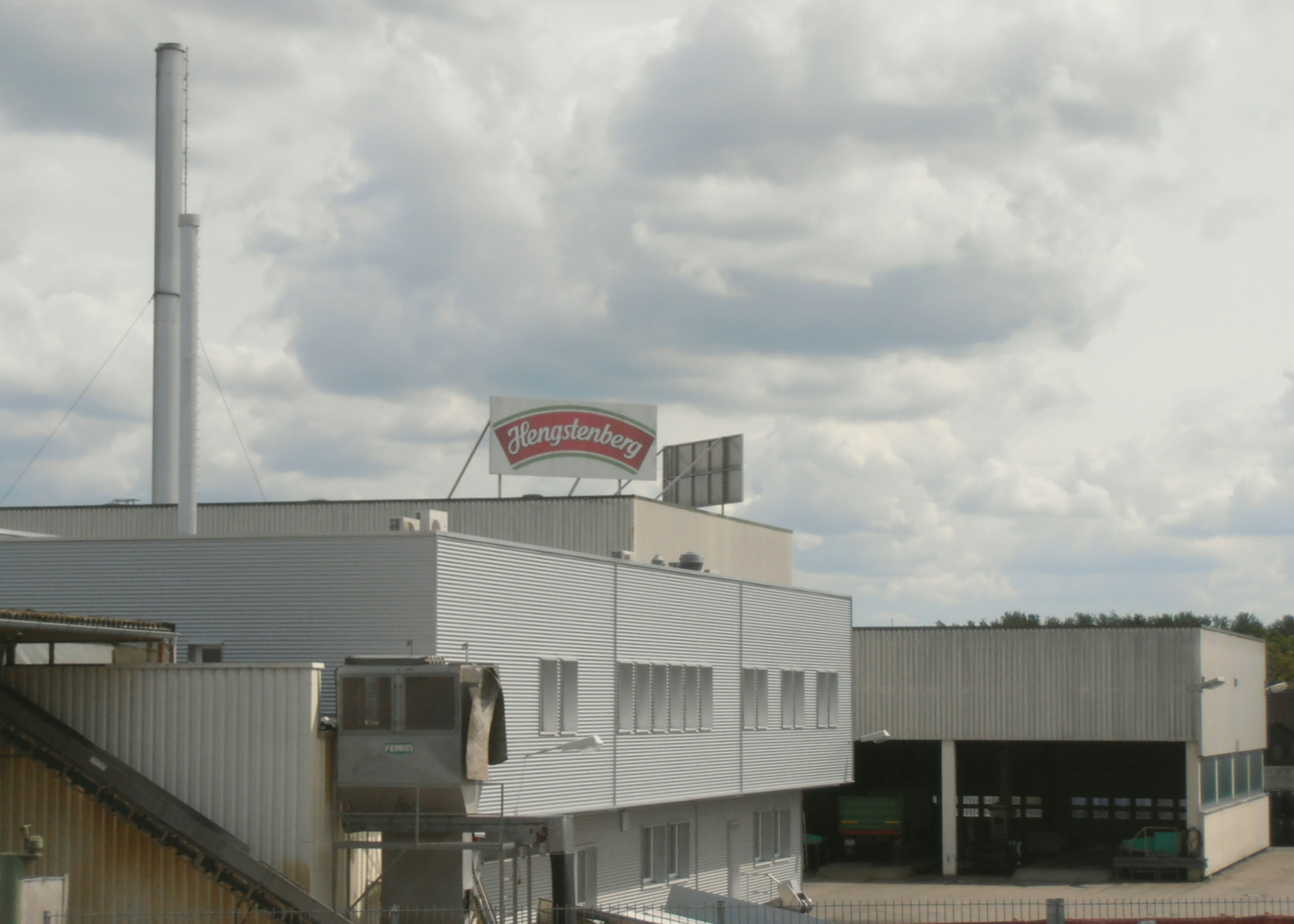
Hengstenberg-Fabrikgelände in Kochendorf

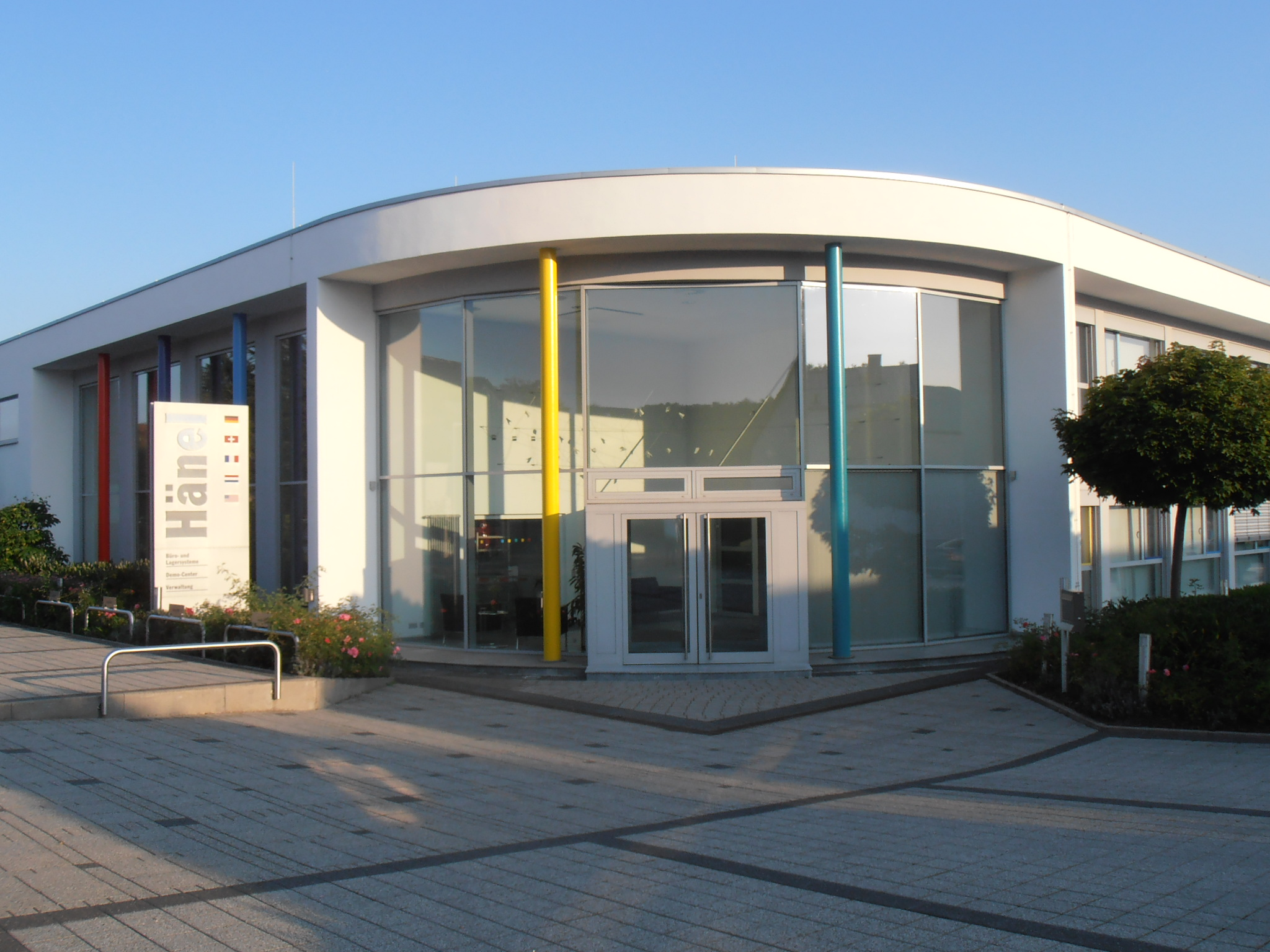
Hänel Büro- und Lagersysteme

Die Südwestdeutsche Salzwerke AG hat von 1899 bis 1994 das Salzbergwerk Bad Friedrichshall betrieben und dabei unterhalb von Bad Friedrichshall und Neckarsulm rund 12 Mio. m³ an Hohlräumen geschaffen. Da das Bergwerk nur über einen Schacht verfügt, wurde 1984 eine 3,7 km lange unterirdische Verbindung zur Heilbronner Anlage des gleichen Unternehmens als zusätzliche Evakuierungsmöglichkeit fertiggestellt. Im Jahr 2007 wurde eine zweite Verbindungsstrecke angehauen, über die nach ihrer Fertigstellung Deponiegut in das Heilbronner Feld transportiert wird. Seit 1994 bis heute wird das Bergwerk im Bergversatz mit Schutt, Sondermüll und anderen Abfällen verfüllt. Ein Besucherbergwerk ist jedoch noch geöffnet, zu besichtigen ist hier unter anderem ein denkmalgeschützter unterirdischer Kuppelsaal aus den 1920er-Jahren.
Von 1899 bis 2001 war Bad Friedrichshall Sitz der Volksbank Bad Friedrichshall eG, welche in Bad Friedrichshall fünf und in anderen Gemeinden drei Geschäftsstellen besaß. Sie verschmolz 2001 mit der Volksbank Heilbronn eG unter deren Firma.
Das Unternehmen Hengstenberg GmbH & Co. KG stellt in Kochendorf Konserven und Essige her.
Außerdem hat die Firma Allianz Esa, als Tochterunternehmen der Allianz SE, mit 170 Mitarbeitern und einem Prämienvolumen von mehr als 140 Millionen Euro, ihren Sitz in Bad Friedrichshall.
In der Produktion automatisierter Lagerhaltungs- und -verwaltungssysteme tätig ist das 1953 in Bad Friedrichshall gegründete Unternehmen Hänel Büro- und Lagersysteme mit Zweigwerken in Wiesentheid und Altstätten in der Schweiz sowie mehreren Auslandsniederlassungen. Zur gleichen Unternehmensgruppe gehört die Zahnradfabrik Hänel, die in Bad Friedrichshall Zahnräder herstellt.
Zu den bedeutenden Unternehmen des Ortes zählte lange Zeit auch die Firma Bachert, die ursprünglich 1745 als Glockengießerei in Dallau gegründet wurde, später aber im Bad Friedrichshaller Ortsteil Kochendorf ihren Hauptsitz hatte und dort auch im Fahrzeugbau (Feuerwehrgeräte) tätig war, bevor sie ihren Sitz nach Karlsruhe verlegte.
Im Februar 2018 wurde bekannt, dass die Schwarz-Gruppe (Lidl, Kaufland) einen IT-Projektcampus im Südteil der Stadt Bad Friedrichshall plant. Dafür hat die Schwarz-Gruppe ein acht Hektar großes Gelände im geplanten Gewerbegebiet Obere Fundel erworben, wo schließlich 3000 Arbeitsplätze geschaffen werden. Mit den Erschließungsarbeiten soll 2019 begonnen werden. Am Standort Bad Friedrichshall werden die bisherigen IT-Standorte der Schwarz-Gruppe in Weinsberg, Neckarsulm und Heilbronn zusammengeführt.

### Verkehr

#### Schienenverkehr

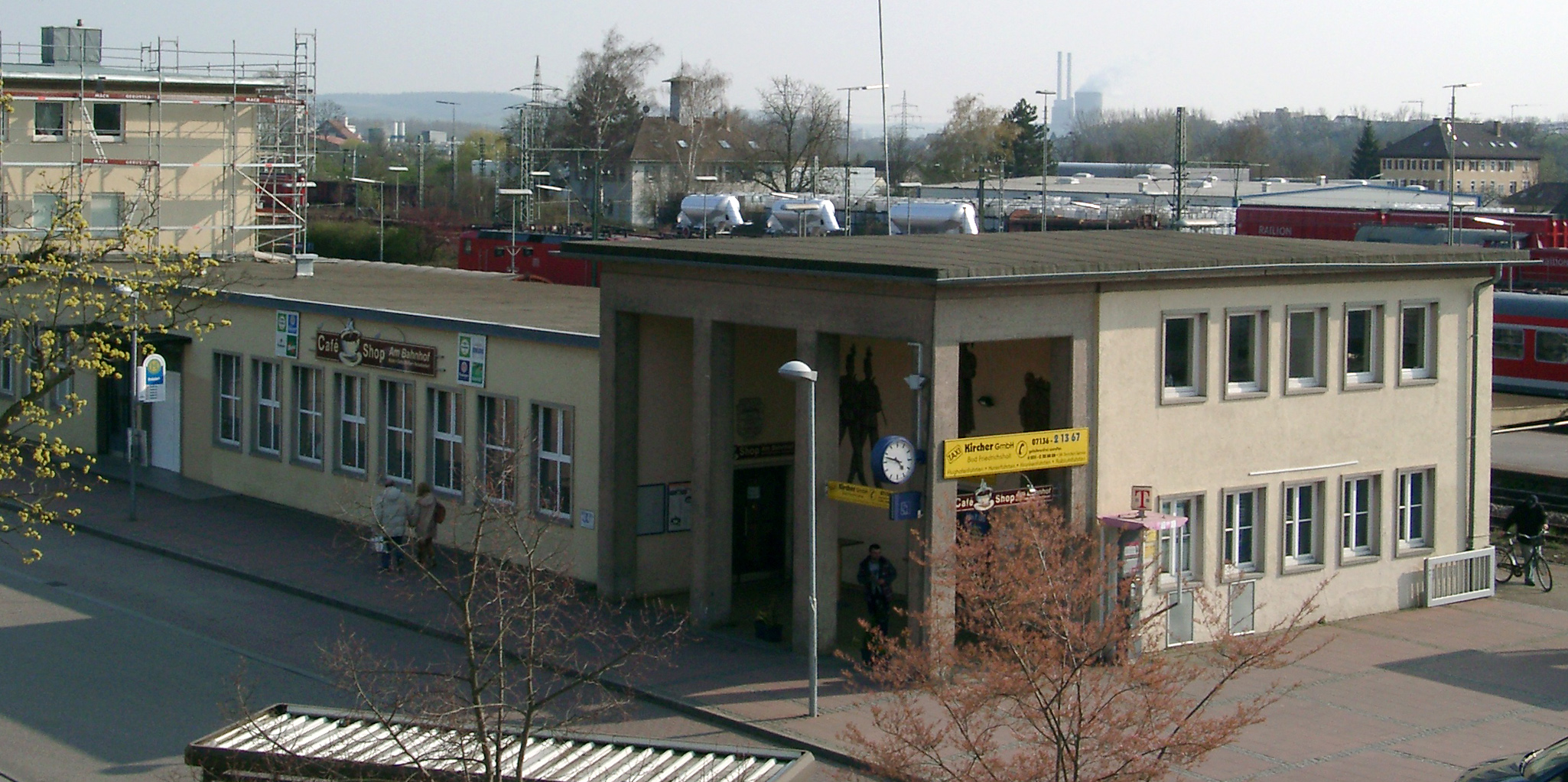
Das Bahnhofsgebäude des Bad Friedrichshaller Hauptbahnhofs

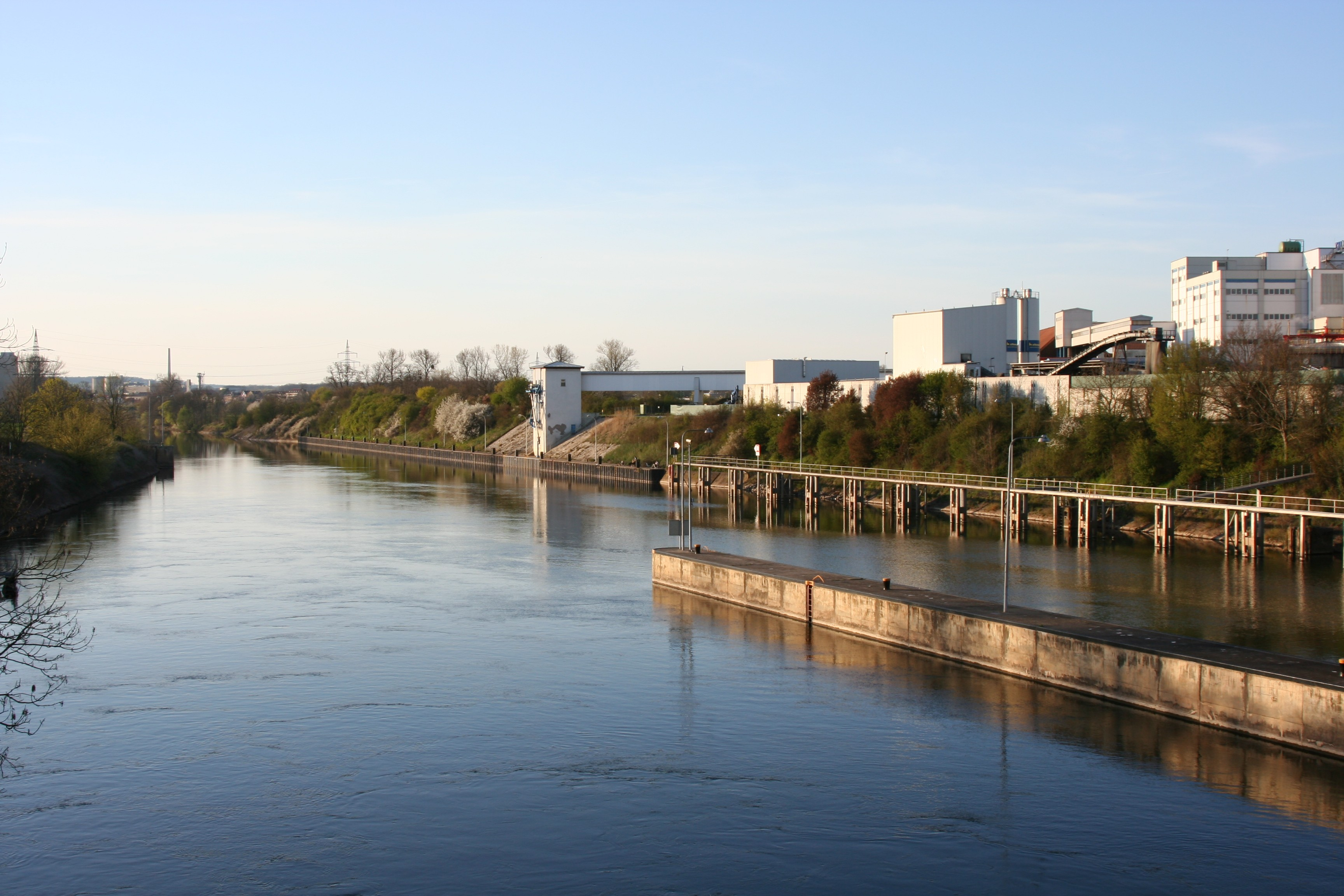
Der Neckarkanal bei der Schleuse Kochendorf

Der Bad Friedrichshaller Hauptbahnhof (bis 13. Dezember 2014 Bahnhof Bad Friedrichshall-Jagstfeld) ist ein wichtiger Eisenbahnknotenpunkt, der zwischen 1869 und 1920 auch Grenzbahnhof zwischen den Großherzoglich Badischen Staatseisenbahnen und den Königlich Württembergischen Staats-Eisenbahnen war. Noch heute ist dies an den weit auseinandergezogenen Gleisanlagen erkennbar, da sich das Empfangsgebäude bis zum Zweiten Weltkrieg in der Mitte befand.
Am Hauptbahnhof von Bad Friedrichshall stoßen die Elsenztal- und die Neckartalbahn (von Heidelberg über Sinsheim bzw. über Mosbach) auf die Frankenbahn von Stuttgart nach Würzburg. Darüber hinaus bestand bis 1993 die Untere Kochertalbahn nach Ohrnberg als Privatbahn der WEG.
Der Bahnhof Bad Friedrichshall-Kochendorf und der Bahnhof Untergriesheim sind weitere Haltepunkte der Frankenbahn, die nur von Regionalbahnen bzw. Stadtbahnen bedient werden. Der Haltepunkt Duttenberg-Obergriesheim wurde an der gleichen Strecke 1971 geschlossen. Ferner bestand bis zur Einstellung des Betriebs der Unteren Kochertalbahn im Dezember 1993 der Bahnhof Bad Friedrichshall-Kochendorf Nord.
Seit der Erweiterung des Heilbronner Stadtbahnnetzes im Dezember 2014 wird die Stadt von den sich im Bad Friedrichshaller Hauptbahnhof verzweigenden Stadtbahnlinien S41 und S42 angefahren.

#### ÖPNV
Den Öffentlichen Nahverkehr bedienen diverse Buslinien, die in den Verkehrsverbund HNV integriert sind. Durch diese Linien gibt es aus jedem Stadtteil eine Verbindung zum Hauptbahnhof sowie in die Stadtmitte Bad Friedrichshalls. Durch diesen sogenannten Stadtbusverkehr hat es kein Bürger weiter als 500 Meter zur nächsten Haltestelle.
Wichtigste Haltestellen auf Stadtgebiet sind die Haltestelle Friedrichsplatz am gleichnamigen Platz in der Stadtmitte sowie die Haltestelle Hauptbahnhof beim Bad Friedrichshaller Hauptbahnhof. Die Haltestelle Friedrichsplatz ist eine der wichtigsten Bus-Bus-Verknüpfungspunkte im Landkreis Heilbronn und eine wichtige Umsteigehaltestelle. Die Haltestelle Hauptbahnhof ist Ausgangs- bzw. Endpunkt aller auf Stadtgebiet fahrender Linien; einzige Ausnahme bildet die Linie 691 zwischen Neckarsulm und dem Bad Friedrichshaller Gymnasium.

#### Straßenverkehr
Bad Friedrichshall ist durch die Anschlussstellen Bad Friedrichshall Mitte, Bad Friedrichshall Süd und Bad Friedrichshall-Jagstfeld an die auf Stadtgebiet autobahnähnliche Bundesstraße 27 (Blankenburg (Harz)–Schaffhausen) angebunden. Diese verbindet die Stadt direkt mit der Bundesautobahn 6. Die Bundesstraße 27 führte als Ortsdurchfahrt direkt durch den Ort (Heilbronner Straße, Neckarsulmer Straße, Deutschordenstraße und Friedrichshaller Straße), bis im Jahr 1972 die Umgehungsstraße fertiggestellt wurde.

#### Radverkehr
Durch Alltagsrouten aus dem Radnetz Baden-Württemberg ist Bad Friedrichshall 
- über Offenau, Gundelsheim und Haßmersheim mit Mosbach,
- über Neckarsulm mit Heilbronn,
- über Bad Wimpfen und Bad Rappenau mit Sinsheim und
- über Neudenau mit Möckmühl verbunden.

Durch die Stadt verlaufen zwei Landes-Radfernwege: 
- Der Neckartal-Radweg führt von Villingen-Schwenningen nach Mannheim.
- Der Kocher-Jagst-Radweg ist ein Rundkurs entlang der beiden Flüsse Kocher und Jagst zwischen Bad Friedrichshall und einer Querverbindung zwischen den Tälern bei Aalen (Stadtteil Unterkochen) und Lauchheim.

#### Schifffahrt
Der Neckar, an dem die Stadt liegt, wurde seit den 1920er-Jahren für die Schifffahrt ausgebaut und teilweise kanalisiert; er ist heute als Bundeswasserstraße eingestuft. Im Südteil der Stadt liegt eine Schleuse des Neckarkanals.

### Medien
Über das Geschehen in Bad Friedrichshall berichtet die Tageszeitung Heilbronner Stimme in ihrer Ausgabe N, Landkreis Nord, die seit 1946 erscheint. Ferner erscheint wöchentlich das Amtsblatt Friedrichshaller Rundblick.
Kostenlos werden in Bad Friedrichshall das Anzeigenblatt echo (zweimal pro Woche, mittwochs und sonntags) sowie die Lokalzeitungen Extra (donnerstags), Salzstadt Aktuell und der Lokalanzeiger Bad Friedrichshall verteilt.

### Öffentliche Einrichtungen
Das 1977 eröffnete Klinikum am Plattenwald im Stadtteil Plattenwald, das seit 2001 zum in diesem Jahr gegründeten Klinikverbund SLK-Kliniken der Stadt und des Landkreises Heilbronn gehört, ist ein Haus der Regelversorgung mit 350 Betten.
Neubau des Klinikums am Plattenwald:
Das neue siebengeschossige Klinikgebäude ist direkt neben dem früheren Gebäude entstanden. Es verfügt über rund 350 Betten und sieben Operationssäle, darunter ein so genannter Hybrid-OP.
Anfang 2011 haben die Geländearbeiten begonnen, im Juni 2016 wurde das neue Gebäude bezogen.

### Bildung
In Bad Friedrichshall gibt es sechs Grundschulen in Duttenberg, Hagenbach, Höchstberg-Untergriesheim, Jagstfeld, Kochendorf und Plattenwald. Außerdem gibt es noch die Otto-Klenert-Schule, einen Schulverbund aus Realschule und Werkrealschule. Ferner befindet sich in der Stadt das Friedrich-von-Alberti-Gymnasium. Bad Friedrichshall verfügt auch über eine Stadtbücherei.
Des Weiteren unterhält die Volkshochschule Unterland in Bad Friedrichshall eine Außenstelle.
Außerdem hat die Musikschule Unterer Neckar ihren Sitz in Bad Friedrichshall. Diese wurde 1978 als Musikschule Bad Friedrichshall vom Musikverein Duttenberg gegründet. Die 1983 in den Verband deutscher Musikschulen aufgenommene Musikschule trägt seit 1991 die heutige Bezeichnung. Träger sind die Städte Bad Friedrichshall, Bad Rappenau, Bad Wimpfen, Gundelsheim sowie die Gemeinden Siegelsbach und Offenau. Daneben gibt es in Bad Friedrichshall auch noch die freie Musikschule Harmonie, seit 2021 auch Mitglied im Bundesverband der Freien Musikschulen.

## Persönlichkeiten

### Ehrenbürger
- Ludwig Bachert (1830–1912), Glockengießer, 1910 Ehrenbürger von Kochendorf
- August Bohnert (1856–1940), Oberbergrat und Salinenverwalter, 1912 Ehrenbürger von Jagstfeld
- Otto Klenert (1915–1993), Bürgermeister von 1948 bis 1978 (verliehen 1978)
- Wilhelm Emerich (1922–2005), langjähriger Stadtrat, Träger des Bundesverdienstkreuzes (verliehen 1988)
- Ferde Lock (* 1929), langjähriger Stadtrat und stellvertretender Bürgermeister (verliehen 1999)
- Peter Knoche (* 1942), Bürgermeister von 1978 bis 2002 (verliehen 2002)
- Peter Dolderer, Bürgermeister von 2002 bis 2015 (verliehen 2015)

### Söhne und Töchter der Stadt
- Georg Eßlinger (1560–1622), württembergischer Landprokurator unter Herzog Friedrich I.
- Marx Kallmann (1795–1865), Rabbiner
- Emil Steudel (1864–1942), Obergeneralarzt
- Hans Wolfgang Capler von Oedheim (1870–1917) württembergischer Offizier, Ehrenritter des Johanniterordens
- Dietrich Capler von Oedheim (1876–1967), letzter Vertreter des Adelsgeschlechts der Capler von Oedheim
- Hermann Müller (1913–1991), Politiker (FDP/DVP), MdL (Baden-Württemberg), baden-württembergischer Finanzminister
- Friedrich Knödler (1920–1988), Künstler
- Hal Busse (1926–2018), Künstlerin
- Hans Riexinger (1927–2019), Postbeamter und Heimatforscher
- Hans Schreiner (1930–2023), Maler und Hochschullehrer
- Fred Herzog, (1930–2019), Fotograf
- Klaus Schreiner (1931–2015), Historiker
- Carl Böhret (* 1933), Politologe und Verwaltungswissenschaftler
- Hermann Mühlbeyer (* 1939), Politiker der CDU, Staatssekretär a. D.
- Helmut Klewan (* 1943), Galerist, Autor und Kunstsammler
- Lorenz Böllinger (* 1944), Professor für Strafrecht und Kriminologie
- Horst Herz (* 1954), Filmemacher, Filmproduzent und Fotograf
- Sebastian Deyle (* 1977), Schauspieler, Musiker und Moderator
- Michael Zepek (* 1981), Fußballspieler
- Verena Stenke (* 1981), Performance-Künstlerin
- Andrea Ablasser (* 1983), Medizinerin, Mitglied der Leopoldina
- Carola Keitel (* 1983), Künstlerin
- Jürgen Rittenauer (* 1986), Fußballtorhüter
- Dominik Britsch (* 1987), Boxer
- Ilona Benz (* 1990), Staatswissenschaftlerin, Smart-City-Expertin und Fachbuchautorin
- Daniel Fischbuch (* 1993), Eishockeyspieler
- Robin Häberle (* 1993), American-Football-Spieler
- Madita Giehl (* 1994), Fußballspielerin
- Maximilian Rohr (* 1995), Fußballspieler
- Christopher Repka (* 1996), Eishockeyspieler
- Dan Popek (* 1996), Pianist
- Lena Sender (* 1997), Fußballspielerin
- Louis Busch (* 1999), Eishockeyspieler
- Trixi Hanak (* 1999), Handballspielerin
- Marco John (* 2002), Fußballspieler
- Christian Schmidt (* 2002), Fußballspieler

### Weitere mit der Stadt verbundene Persönlichkeiten
- Herbert Rudolf Bossler (1907–1999), Unternehmer im Fremdenverkehr, Gründer der Personenschiffahrt Herbert Bossler in Bad Friedrichshall-Jagstfeld, Spross der Familie Boßler
- Rudolf Mundlos (1918–1988), Paläontologe, lebte seit den 1950er Jahren in Bad Friedrichshall
- Jörg Sommer (* 1963), Schriftsteller und Vorstandsvorsitzender der Deutschen Umweltstiftung, lebt aktuell in Bad Friedrichshall